# 熊谷市
熊谷市（くまがやし）は、埼玉県の北部にある市。
熊谷県の県庁が置かれていた。
旧武蔵国大里郡。
人口は約19万人。首都圏整備法第2条第5項に規定する都市開発区域となっている（旧妻沼町、旧大里町、旧江南町の区域を除く）。

## 概要
埼玉県の北部地域 では最多の人口を誇り、北部の経済の一大拠点 であり、特例市（施行時特例市、中核市移行予定無し）・業務核都市（深谷市と一体指定）・景観行政団体・特定行政庁に指定されている。江戸時代には中山道の宿場・熊谷宿が置かれ、宿場町として栄えた。現在でも市内には国道17号をはじめとする4本の国道（および各線の計6つのバイパス）、9本の主要地方道、上越新幹線をはじめとする3本（JR上越新幹線・JR高崎線・秩父鉄道秩父本線）の鉄道路線が通過しており、交通の要衝としての役割を果たしている。また、人口は県内第9位であるが、農業産出額県内第2位、商品販売額県内第3位、製造品出荷額県内第4位であり、埼玉県の北部における経済上の一大拠点をなしている。また、関東一の祇園と呼ばれ観客数が埼玉県内一多い祭である熊谷うちわ祭、観客数が埼玉県内4番目に多い花火大会である熊谷花火大会があり、他にも埼玉県内唯一の建造物国宝である妻沼聖天山 歓喜院 や、ジャパンラグビーリーグワンに所属するチームである埼玉パナソニックワイルドナイツの本拠地である等観光地としても有名である。
1986年（昭和61年）に国土交通省により首都圏の業務核都市（深谷市と一体指定）に指定されている。
2005年 (平成17年) 10月1日に熊谷市と大里郡妻沼町、同郡大里町が合併（新設合併）し、新たに「熊谷市」が設置された。2007年2月13日には大里郡江南町を編入し、埼玉県北部では初の20万人都市となったことにより、諸手続きを経て、2009年4月1日に特例市の指定を受けた。
「熊谷」の発音に関して、主に平らな発音と、“マ”にアクセントを付ける発音（ただし、「熊谷市」「熊谷駅」などと続ける場合は平らになる）の2種類が混在している。この件に対し、2019年、当時の富岡清市長は「平らに発音するのは以前からの地元での慣用、“マ”にアクセントを付けるのは共通語的。現在の市民にはどちらも自然に受け入れられており、慣用的な呼び方を大切にしたいが、それぞれ親しみのある呼び方をして欲しい」とし、平らな発音を大切にしつつも、それを正として統一する考えは持っていない。
- 熊谷スポーツ文化公園の桜
- 関東最大の祇園祭「うちわ祭」の山車

## 気候
気象台が置かれていることにより「暑い町」としてメディアに取り上げられる頻度も多いが、首都大学東京(現・東京都立大学)の研究によって川越市の方が本市より気温が1～2度高いことが多く、典型的な夏日のときは常に川越市の方が暑いことが明らかになったり 、熊谷高校地学部の研究によりかつては鳩山町より本市の方が暑かったが、近年は鳩山町の方が暑いことが多い等が明らかになり、暑い町としてのイメージは薄れつつある。
かつては猛暑本場とも言われていた。夏場の高温に関する多くの最高記録が観測されている。
- 2000年9月2日には最高気温39.7°Cを観測した。これは、1984年9月3日に東京都八王子市で観測した最高気温39.2°Cを16年ぶりに上回り、2020年9月3日に新潟県三条市で最高気温40.4°Cを観測するまでの20年間、9月の国内観測史上最高気温であった[11][注釈 1]。
- 2007年8月16日14時42分には最高気温40.9°Cを観測した（同日14時20分、岐阜県多治見市でも最高気温40.9°Cを観測）。これは、1933年7月25日に山形県山形市で観測した最高気温40.8°Cを74年ぶりに上回り、2013年8月12日13時42分に高知県四万十市江川崎で最高気温41.0°Cを観測するまでの6年間、国内観測史上最高気温であった。
- 2011年6月24日には最高気温39.8°Cを観測した。これは、1991年6月27日に静岡県静岡市で観測した最高気温38.3°Cを20年ぶりに上回り、2022年6月25日に群馬県伊勢崎市で最高気温40.2°Cを観測するまでの11年間、6月の国内観測史上最高気温であった[12]。
- 2018年7月23日14時16分には最高気温41.1°Cを観測した。これは、前述の江川崎の記録を5年ぶりに上回り[注釈 2]、2025年7月30日14時42分に兵庫県丹波市柏原で最高気温41.2°Cを観測するまでの7年間、国内観測史上最高気温であった[13]。前述したとおり、2007年にも国内最高気温記録を更新しており、これにより国内で史上初めて最高気温記録を2回更新した都市となった。なお、それから2年後の2020年8月17日12時10分に静岡県浜松市中区（現：中央区）でも最高気温41.1°Cを観測したため、2都市で観測史上1位タイ記録を保持する状況が約5年続いた。
- 2022年7月1日には最高気温40.0℃を観測した。この日は群馬県桐生市でも40.4℃を観測するなど関東における記録的な猛暑だった。
- 猛暑日の年間日数も国内有数であり、2010年（41日）[14]、2012年（32日）[15] には国内最多を記録した。

このように熊谷が高温となるのは、海風に乗り北上してくる暖かく湿った南風(東京都心のヒートアイランド現象により更に暖められた状態)と、秩父山地から吹き下ろすフェーン現象によって暖められた乾いた西風が、埼玉付近で交差するためだと考えられており、「熱風の交差点」と呼ばれることもある。なお、東京都心からの南東寄りの風の場合、近隣の伊勢崎市や桐生市の方が約1℃高くなる傾向があり熊谷が関東で1位になることはあまりないが、フェーンの場合は1位になりやすい。41.1℃を記録した時も西よりのフェーンが強かった。しかし、2021年8月10日には快晴かつ北西フェーンだったにもかかわらず同日予想の40℃に対し37.2℃だった。この日は八王子市（アメダス）で39.0℃、練馬区（アメダス）で37.9℃などといった都内内陸部を中心に猛暑となった。　
冬は比較的暖かく1月の平均最低気温は-0.4°Cとなっている。この数値はさいたま市の-1.1°C、越谷市の-0.5°C を上回り県内では最も高く、都内でも府中市の-0.7°C、千葉県内でも佐倉市の-1.8°Cより高く、東京都心に近い都市とさほど変わらない。これは赤城おろしによるフェーン効果と強風で放射冷却が弱まり冷え込みが抑えられるためである。さらに、昼間は10°C前後まで上がることも多く内陸にありながらも冬の気温は高い。1月の平均最低気温は1961〜1990年平年値の-1.8°Cより大幅に上昇している。関東北部ほど寒気が強くなく、関東に雪を降らせることの多い南岸低気圧に南部より近くないため降水量自体が少なめで、雪の降る日数は比較的少ないが、両方とも満たしていると大雪になることがあり、平年の降雪量合計は平均で16cm，最深積雪の平均は9cmである(年により変動が大きい)。
平成26年の大雪では、熊谷市では最大積雪量62cmとこれまでの最大積雪量であった43cmを大幅に上回る記録を出し、近隣の深谷市や行田市とともに農業用ハウスや店舗、彩の国くまがやドームの屋根や窓が破損し、農作物に甚大な被害が及んだ。
年間の平均気温は15.4°C、平均降水量は1305.8mm、平均風速は2.5 m/s。平均日照時間は2106.6時間で、一年のうち最も日照が多い地域の一つである（1991年〜2020年平年値）。
また、1917年6月29日の午後5時頃、当時の長井村では直径29.6 cm（七寸八分。大正寺の住職が計測。単純計算すれば23.6cmだが、1尺を37.9cmとする鯨尺を用いたと言われる）、中条村今井地区では重さ3.4 kg（九百匁。荒物商の角屋の主人が匁の天秤で計測）もの巨大な雹（ひょう）が降った。これは当時の熊谷測候所の調査によるもので、今まで観測された中では世界一の大きさであるとされる。市内には熊谷測候所から発展した気象庁熊谷地方気象台がある。
| 熊谷市桜町（熊谷地方気象台、標高30m）の気候                  | 熊谷市桜町（熊谷地方気象台、標高30m）の気候 | 熊谷市桜町（熊谷地方気象台、標高30m）の気候 | 熊谷市桜町（熊谷地方気象台、標高30m）の気候 | 熊谷市桜町（熊谷地方気象台、標高30m）の気候 | 熊谷市桜町（熊谷地方気象台、標高30m）の気候 | 熊谷市桜町（熊谷地方気象台、標高30m）の気候 | 熊谷市桜町（熊谷地方気象台、標高30m）の気候 | 熊谷市桜町（熊谷地方気象台、標高30m）の気候 | 熊谷市桜町（熊谷地方気象台、標高30m）の気候 | 熊谷市桜町（熊谷地方気象台、標高30m）の気候 | 熊谷市桜町（熊谷地方気象台、標高30m）の気候 | 熊谷市桜町（熊谷地方気象台、標高30m）の気候 | 熊谷市桜町（熊谷地方気象台、標高30m）の気候 |
| 月                                                           | 1月                                         | 2月                                         | 3月                                         | 4月                                         | 5月                                         | 6月                                         | 7月                                         | 8月                                         | 9月                                         | 10月                                        | 11月                                        | 12月                                        | 年                                          |
| ------------------------------------------------------------ | ------------------------------------------- | ------------------------------------------- | ------------------------------------------- | ------------------------------------------- | ------------------------------------------- | ------------------------------------------- | ------------------------------------------- | ------------------------------------------- | ------------------------------------------- | ------------------------------------------- | ------------------------------------------- | ------------------------------------------- | ------------------------------------------- |
| 最高気温記録 °C （°F）                                       | 23.0 (73.4)                                 | 27.0 (80.6)                                 | 27.3 (81.1)                                 | 32.7 (90.9)                                 | 36.2 (97.2)                                 | 39.8 (103.6)                                | 41.1 (106)                                  | 40.9 (105.6)                                | 39.7 (103.5)                                | 33.8 (92.8)                                 | 27.6 (81.7)                                 | 26.3 (79.3)                                 | 41.1 (106)                                  |
| 平均最高気温 °C （°F）                                       | 9.8 (49.6)                                  | 10.8 (51.4)                                 | 14.3 (57.7)                                 | 19.9 (67.8)                                 | 24.6 (76.3)                                 | 27.1 (80.8)                                 | 30.9 (87.6)                                 | 32.3 (90.1)                                 | 27.9 (82.2)                                 | 22.1 (71.8)                                 | 16.8 (62.2)                                 | 12.0 (53.6)                                 | 20.7 (69.3)                                 |
| 日平均気温 °C （°F）                                         | 4.3 (39.7)                                  | 5.1 (41.2)                                  | 8.6 (47.5)                                  | 13.9 (57)                                   | 18.8 (65.8)                                 | 22.3 (72.1)                                 | 26.0 (78.8)                                 | 27.1 (80.8)                                 | 23.3 (73.9)                                 | 17.6 (63.7)                                 | 11.7 (53.1)                                 | 6.5 (43.7)                                  | 15.4 (59.7)                                 |
| 平均最低気温 °C （°F）                                       | −0.4 (31.3)                                 | 0.3 (32.5)                                  | 3.6 (38.5)                                  | 8.6 (47.5)                                  | 13.9 (57)                                   | 18.3 (64.9)                                 | 22.3 (72.1)                                 | 23.3 (73.9)                                 | 19.7 (67.5)                                 | 13.7 (56.7)                                 | 7.2 (45)                                    | 1.8 (35.2)                                  | 11.0 (51.8)                                 |
| 最低気温記録 °C （°F）                                       | −10.5 (13.1)                                | −11.6 (11.1)                                | −8.7 (16.3)                                 | −4.5 (23.9)                                 | 0.3 (32.5)                                  | 7.8 (46)                                    | 11.8 (53.2)                                 | 13.0 (55.4)                                 | 8.4 (47.1)                                  | 0.5 (32.9)                                  | −4.0 (24.8)                                 | −9.8 (14.4)                                 | −11.6 (11.1)                                |
| 降水量 mm （inch）                                           | 36.5 (1.437)                                | 32.3 (1.272)                                | 69.0 (2.717)                                | 90.7 (3.571)                                | 115.1 (4.531)                               | 149.5 (5.886)                               | 169.8 (6.685)                               | 183.3 (7.217)                               | 198.2 (7.803)                               | 177.1 (6.972)                               | 53.5 (2.106)                                | 30.9 (1.217)                                | 1,305.8 (51.409)                            |
| 降雪量 cm （inch）                                           | 7 (2.8)                                     | 7 (2.8)                                     | 1 (0.4)                                     | 0 (0)                                       | 0 (0)                                       | 0 (0)                                       | 0 (0)                                       | 0 (0)                                       | 0 (0)                                       | 0 (0)                                       | 0 (0)                                       | 1 (0.4)                                     | 16 (6.3)                                    |
| 平均降水日数 （≥0.5 mm）                                     | 3.6                                         | 4.6                                         | 8.4                                         | 9.6                                         | 10.8                                        | 13.5                                        | 13.5                                        | 11.4                                        | 12.7                                        | 10.5                                        | 6.3                                         | 4.1                                         | 109.0                                       |
| 平均降雪日数                                                 | 6.0                                         | 5.5                                         | 3.4                                         | 0.2                                         | 0.0                                         | 0.0                                         | 0.0                                         | 0.0                                         | 0.0                                         | 0.0                                         | 0.1                                         | 2.6                                         | 17.7                                        |
| % 湿度                                                       | 53                                          | 52                                          | 55                                          | 60                                          | 64                                          | 73                                          | 76                                          | 74                                          | 75                                          | 71                                          | 65                                          | 58                                          | 65                                          |
| 平均月間日照時間                                             | 217.0                                       | 199.8                                       | 203.2                                       | 197.1                                       | 192.0                                       | 133.9                                       | 146.0                                       | 169.3                                       | 131.6                                       | 144.1                                       | 171.6                                       | 200.9                                       | 2,106.6                                     |
| 出典：気象庁（平均値：1991年 - 2020年、極値：1896年 - 現在） |                                             |                                             |                                             |                                             |                                             |                                             |                                             |                                             |                                             |                                             |                                             |                                             |                                             |

| 平均気温の推移°C                                               |                                                                |
| -------------------------------------------------------------- | -------------------------------------------------------------- |
| 現在、技術上の問題で一時的にグラフが表示されなくなっています。 |                                                                |
|                                                                | 現在、技術上の問題で一時的にグラフが表示されなくなっています。 |

|  | 現在、技術上の問題で一時的にグラフが表示されなくなっています。 |

|  | 現在、技術上の問題で一時的にグラフが表示されなくなっています。 |

|  | 現在、技術上の問題で一時的にグラフが表示されなくなっています。 |

|  | 現在、技術上の問題で一時的にグラフが表示されなくなっています。 |

|  | 現在、技術上の問題で一時的にグラフが表示されなくなっています。 |

|  | 現在、技術上の問題で一時的にグラフが表示されなくなっています。 |

|  | 現在、技術上の問題で一時的にグラフが表示されなくなっています。 |

|  | 現在、技術上の問題で一時的にグラフが表示されなくなっています。 |

|  | 現在、技術上の問題で一時的にグラフが表示されなくなっています。 |

|  | 現在、技術上の問題で一時的にグラフが表示されなくなっています。 |

|  | 現在、技術上の問題で一時的にグラフが表示されなくなっています。 |

|  | 現在、技術上の問題で一時的にグラフが表示されなくなっています。 |

|  | 現在、技術上の問題で一時的にグラフが表示されなくなっています。 |

|  | 現在、技術上の問題で一時的にグラフが表示されなくなっています。 |

|  | 現在、技術上の問題で一時的にグラフが表示されなくなっています。 |

|  | 現在、技術上の問題で一時的にグラフが表示されなくなっています。 |

|  | 現在、技術上の問題で一時的にグラフが表示されなくなっています。 |

## 地理

熊谷市中心部周辺の空中写真。市街地の南を荒川が南東方向へ流れる。2023年1月20日撮影の21枚を合成作成。。

埼玉県の北部、荒川扇状地の東端に位置し、県庁所在地であるさいたま市から北北西約45km、東京都心から北西約60kmの距離にある。市域の約3分の2が北端の利根川と南側の荒川とに挟まれた地域であり、ほか約3分の1が荒川の南側に、残りの一部が利根川の北側にも及ぶ。このうち荒川左岸に接する地域に中心市街地がある。そのほとんどが荒川や利根川によって形成された沖積平野であり、豊かな自然や肥沃な大地、また豊富な地下水を有する。ただし、荒川以南の一部地域は比企丘陵に含まれる。また、市内からは西に秩父山地を、北に赤城山を仰ぐ。市内最高地点は滑川町高根山の西、小江川地内の標高約104m。
なお、当市の平坦なエリア（荒川扇状地）は、北西・南西方向の山地・丘陵に加え、南東方向にも大宮台地（鴻巣市箕田地区・北鴻巣駅付近が北端）があることから、盆地であると誤解されることがあるが、正しくは「妻沼低地」と呼ばれる低地の一部にあたる。
かつての旧河道を県境としたため、現在利根川右岸にある市中心域から利根川を挟んだ左岸（群馬県側）に「妻沼小島（旧 妻沼町小島）」地区（一部間々田・出来島地区がかかる）があり集落が存在するが、市内と直接利根川の対岸へ渡る橋が無い単独孤立地区となっている。この地域へは太田市の刀水橋を渡るルートで入るなどするため、陸続きで隣接する群馬県太田市との結びつきが強く、域内は水道・電気・固定電話などライフラインの多くを太田市側に依存している。太田市への編入を望んでいる住民がいる一方、長い間埼玉県だったためこのままで構わないという意見もあり、旧妻沼町議会で陳情書が否決され、熊谷市としても認めない方針である。太田市は正式に申請があれば認める方針を示しているが、受け入れる側の立場としては働きかけ等できないために静観している状況である。なお、利根川右岸（埼玉・熊谷側）にも大泉町大字仙石・大字古海（利根川総合運動公園（妻沼ゴルフ場）の一部敷地）、千代田町大字舞木（グライダー飛行場の一部敷地）といった対岸の自治体地域があるが、こちらは居住者がいないため特に問題にはなっていない。
扇状地の扇端であることから伏流水を井戸などで得やすく利水しやすい土地である。市内久下付近を流れる元荒川には環境庁（現環境省）のレッドデータブックで絶滅危惧種に指定されたムサシトミヨの世界唯一 とみられている生息地があり、市内の小中学校の児童や生徒などによって保護・繁殖活動が行われている。なお、ムサシトミヨは埼玉県の天然記念物ならびに県の魚として指定されており、生息地は平成の名水百選に認定されている。また、熊谷市の水道水は他の同規模の都市と比較して味が良いことで知られる。厚生省（現：厚生労働省）の「おいしい水研究会」が行った調査によると、熊谷市は国内において水道水がおいしい都市32のうちのひとつに数えられている。これは、市内に供給されている水道水の約7割 が市内の井戸より汲み上げられた水であるために塩素化合物による消毒が軽度で済むこと、地下水がミネラル分を多く含み、比較的硬水に近いことなどが理由として挙げられる。なお、市の水道庁舎（東部浄水場）では、地下水の原水「蓮生の泉」を試飲することができる。
地名の由来
熊谷という地名のおこりには諸説がある。いずれの説も、平安時代後期までには既に地名となっていたと推測される。
- 熊谷直貞（当時の平直貞。熊谷直実の父）が、この地域に存在した熊を退治したことによるもの。
  - ただし、直貞が熊谷氏の姓を名乗るようになったのは熊谷が地名となった後のことである。

- 神谷（くまけや）より。高城明神の鎮座によるもの。
- 曲谷（くまがい）より。この地域において荒川が大きく蛇行し、曲がりくねっていたことによるもの。　　　　　　　　　　　　　　

## 歴史

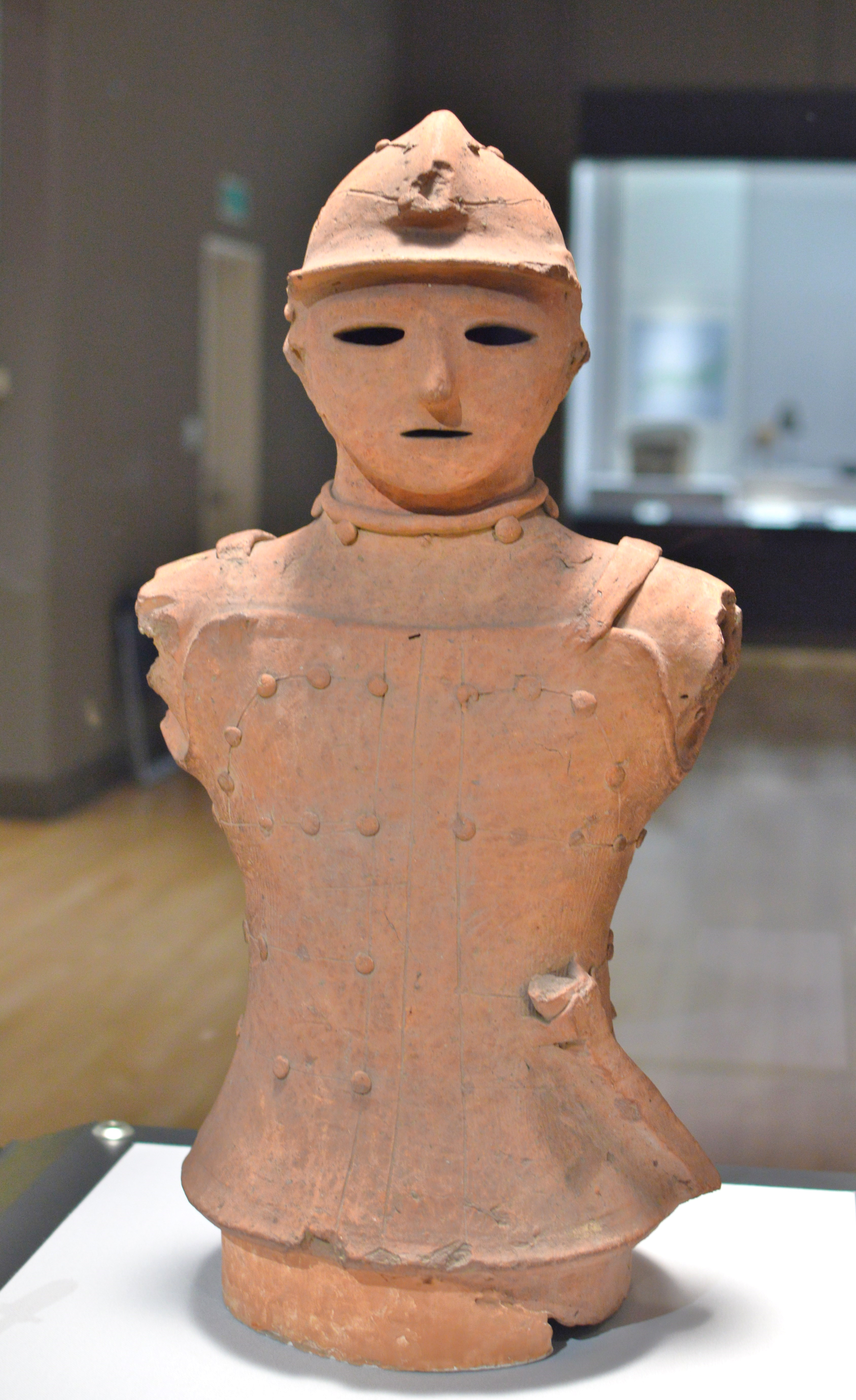
熊谷市上中条出土埴輪 短甲の武人（東京国立博物館）

古墳時代には中条地区の中条古墳群など、河川の自然堤防上などの微高地を利用して古墳群が形成された。中条古墳群の鹿那祇東古墳（かなぎひがしこふん）は国重要文化財に指定されている埴輪 短甲の武人の出土地として知られている。
古代の武蔵国大里郡郡家郷（「ぐうけごう」、久下・佐谷田付近）、楊井郷（「やぎいごう」、御正・吉岡・大麻生付近）の地である。古代から近世にかけての熊谷市域は上記の大里郡の他、幡羅郡、埼玉郡、男衾郡に及ぶ。深谷市との境目付近では幡羅郡の郡衙（郡役所）跡である西別府遺跡・西別府祭祀遺跡、郡寺とみられる西別府廃寺跡がある（幡羅官衙遺跡群）。
平安時代、親王任国制度により桓武平氏高望王の子である村岡五郎（平良文）がこの地（武蔵国村岡）に下向、地元豪族と通じて土着し坂東平氏に代表される関東の平氏（三浦氏、千葉氏、秩父氏、鎌倉氏、大掾氏、中村氏、梶原氏、長尾氏、眞田氏、土肥氏、土屋氏、梶原氏、長江氏、大庭氏、村岡氏、俣野氏、畠山氏、河越氏、江戸氏、豊島氏、葛西氏、稲毛氏、渋谷氏など）の祖となったという説がある（ただし諸説あり）。
中世には熊谷氏を始め、久下氏や奈良氏など多くの武士団が興った。とくに治承・寿永の乱（源平合戦）時の熊谷直実が有名であり、熊谷氏の名字も地名の熊谷が由来となっている。後に地名の読みは「くまがい」ではなく、「くまがや」と改称した。
江戸時代のこの辺りの地域は忍藩領や幕府領、旗本領が複雑に入り組んでいた。また、中山道の宿場、熊谷宿が置かれた。
明治に入り、廃藩置県が行われる中で入間県と群馬県の合併により成立した熊谷県の県庁所在地となり、地域の中心都市として発展した。明治以降の熊谷周辺の主要地主、指定の任職家は東部（佐谷田、成田）の野原家、馬場家、西部（三尻・籠原）の小林家、津久井家、南部（吉岡）の黒田家、北部（奈良、中条）の石坂家、山下家、現南河原地区の束田家、大幡地区原島の清水家等が挙げられる。以後、これらの名家からは国会議員や市長、地域の要職者、文化人、教育者が輩出されている。例えば石坂養平や黒田海之助も含まれる。

### 歴史
- 1883年（明治16年）7月28日 - 日本鉄道により、現在の高崎線の一部となる上野駅 - 熊谷駅間が開業し、熊谷駅設置。同線は翌年には高崎まで延伸。熊谷市が駅弁の発祥という説がある[29]。
- 1889年（明治22年）4月1日 - 町村制施行により、大里郡熊谷町と石原村が合併し、熊谷町が成立する。
- 1933年（昭和8年）4月1日 - 市制施行により熊谷市となる（県内では川越市に次ぐ2番目の市制施行、川口市と同日）。熊谷市紋章が制定された。
- 1945年（昭和20年）8月14日 - 深夜-15日未明 - 熊谷空襲。終戦前夜に市内の約3/4を焼失するという大規模な空襲があった。
- 1946年（昭和21年）3月28日 - 市内に昭和天皇の戦後巡幸。天皇が熊谷郵便局電話部、熊谷中学校に行幸[30]。
- 1948年（昭和23年） - 第1回熊谷市成人式挙行、「大熊谷復興花火大会」開催。
- 1951年（昭和26年） - 学校給食開始
- 1955年（昭和30年）11月10日 - 昭和天皇が行幸（地方事情視察の一環）。片倉工業の製糸場などを視察[31]。
- 1956年（昭和31年） - 公共下水道事業開始
- 1960年（昭和35年） - 北大通り完成
- 1965年（昭和40年） - 市民ホール（中央公民館）落成
- 1966年（昭和41年） - 学校給食センター操業開始
- 1967年（昭和42年） - 埼玉国体（第22回国民体育大会）で一部競技を開催。
- 1969年（昭和44年） - 新荒川大橋開通
- 1971年（昭和46年） - 赤城山の家開設、市民プール開場
- 1973年（昭和48年） - 熊谷市役所新市庁舎完成。市民憲章、市の花・木（当時）制定
- 1979年（昭和54年） - 文化センター落成
- 1982年（昭和57年）11月15日 - 上越新幹線熊谷駅開業。
- 1986年（昭和61年） - 中央公園開園
- 1988年（昭和63年） - さいたま博覧会（さいたま博）開催。跡地は熊谷スポーツ文化公園として整備された。
- 1990年（平成2年） - 熊谷桜堤が「さくら名所100選」に選定される。
- 1991年（平成3年） - 第1回「熊谷さくらマラソン大会」開催。「ムサシトミヨ」が県の魚に選定される。
- 1993年（平成5年）4月8日 - ニュージーランド・インバーカーギル市と姉妹都市提携。
- 1994年（平成6年） - 別府沼公園開園、アクアピア落成
- 1998年（平成10年） - さくらめいと落成
- 1999年（平成11年） - 市役所通り立体交差開通
- 2000年（平成12年） - 第一回全国高等学校選抜ラグビーフットボール大会開催
- 2003年（平成15年）6月15日 - 久下橋開通
- 2004年（平成16年）
  - 2月29日 - 国道17号熊谷バイパス柿沼肥塚立体交差開通
  - 夏～秋 - 第59回国体（彩の国まごころ国体）、第4回全国障害者スポーツ大会（彩の国まごころ大会）をメイン会場として開催。
- 2007年
  - 8月16日 - 当時の国内では観測史上最高気温となる40.9℃を記録（岐阜県多治見市と同日）
  - 10月1日 - 景観行政団体 となる。
- 2009年（平成21年）4月1日 - 特例市へ指定。
- 2018年（平成30年）7月23日 - 国内では観測史上最高気温となる41.1℃を記録。
- 2019年（令和元年） - ラグビーワールドカップ2019日本大会を開催12都市のひとつとして開催[32]。

### 行政区域の変遷
- 1889年4月1日 - 町村制施行。大里郡熊谷町と石原村が合併し、熊谷町が成立する。
- 1923年10月1日 - 大里郡肥塚村が熊谷町に編入される。
- 1927年4月1日 - 北埼玉郡成田村が熊谷町に編入される。
- 1932年4月1日 - 大里郡大幡村が熊谷町に編入される。
- 1933年4月1日 - 市制施行により（旧）熊谷市となる（県内では川越市に次ぐ2番目の市制施行）。
- 1941年
  - 1月1日 - 大里郡佐谷田村が編入される。
  - 4月10日 - 大里郡大麻生村、玉井村、久下村（大字久下字荊原を除く）が編入される。
- 1954年
  - 4月1日 - 北埼玉郡中条村が編入される。
  - 11月3日 - 大里郡別府村、奈良村、三尻村が編入される。
- 1955年
  - 1月1日 - 大里郡吉岡村が編入される。
  - 9月30日 - 北埼玉郡太井村のうち大字太井を編入する（残りは行田市と北足立郡吹上町に編入される）。
  - 10月11日 - 同年7月20日に行田市に編入された北埼玉郡星宮村のうち池上・下川上が分離し、熊谷市に編入される。
- 2005年10月1日 - （旧）熊谷市、大里郡妻沼町、大里郡大里町が合併し、新たに熊谷市が設置された（新設合併）。
- 2007年2月13日 - 大里郡江南町が熊谷市に編入される。

熊谷市域にかつて存在した各自治体に関しては、それぞれの項目を参照。

### 旧町名
明治初期における熊谷駅（熊谷宿）の町名。現存のものも含む。
- 本町
- 築波町（現在の筑波）
- 築波町新地
- 仲町
- 鎌倉町
- 桜町

- 竹町（現在の鎌倉町の一部）
- 雁金小路
- 墨江町（現在の星川1丁目）
- 泉町
- 栄町
- 聖天町

他にも通称の町名などがあった。弁天町（現弥生）や文化町、乙女町（ともに現本石）、元町（現在の星川2丁目）など。

## 人口
| |                                        |  |
| 熊谷市と全国の年齢別人口分布（2005年） | 熊谷市の年齢・男女別人口分布（2005年） |  |
| ■紫色 ― 熊谷市 ■緑色 ― 日本全国 | ■青色 ― 男性 ■赤色 ― 女性              |  |
| 熊谷市（に相当する地域）の人口の推移 \| 1970年（昭和45年） \| 156,955人 \| \| \| 1975年（昭和50年） \| 169,714人 \| \| \| 1980年（昭和55年） \| 178,610人 \| \| \| 1985年（昭和60年） \| 189,020人 \| \| \| 1990年（平成2年） \| 200,246人 \| \| \| 1995年（平成7年） \| 205,605人 \| \| \| 2000年（平成12年） \| 206,446人 \| \| \| 2005年（平成17年） \| 204,675人 \| \| \| 2010年（平成22年） \| 203,192人 \| \| \| 2015年（平成27年） \| 198,742人 \| \| \| 2020年（令和2年） \| 194,415人 \| \| |                                        |  |
| 総務省統計局 国勢調査より |                                        |  |
| 1970年（昭和45年） | 156,955人                              |  |
| 1975年（昭和50年） | 169,714人                              |  |
| 1980年（昭和55年） | 178,610人                              |  |
| 1985年（昭和60年） | 189,020人                              |  |
| 1990年（平成2年） | 200,246人                              |  |
| 1995年（平成7年） | 205,605人                              |  |
| 2000年（平成12年） | 206,446人                              |  |
| 2005年（平成17年） | 204,675人                              |  |
| 2010年（平成22年） | 203,192人                              |  |
| 2015年（平成27年） | 198,742人                              |  |
| 2020年（令和2年） | 194,415人                              |  |

1920年の第1回国勢調査人口で当時の熊谷町は、22,282人を記録した。これは、国内150位、県内では川越町（現川越市）に次ぐ2位であり、県庁所在地の浦和町（後の浦和市、現さいたま市）の約2倍の人口を有していた。
市の人口はほぼ均衡状態にある。なお、出生と死亡はほぼ同数である。

## 行政

### 歴代首長
| 代（旧町） | 氏名       | 就任年月日     | 退任年月日     | 備考                 |
| ---------- | ---------- | -------------- | -------------- | -------------------- |
| 初         | 岡村新三郎 | 1890年4月18日  | 1893年5月5日   |                      |
| 2          | 志村徳行   | 1893年7月8日   | 1893年12月15日 |                      |
| 3          | 根岸常次郎 | 1894年4月25日  | 1896年12月2日  |                      |
| 4          | 柴田忠明   | 1898年7月18日  | 1899年2月23日  |                      |
| 5          | 荒木度三   | 1899年2月24日  | 1921年5月8日   |                      |
| 6          | 齋籐茂八   | 1921年9月6日   | 1929年10月3日  |                      |
| 7          | 新井良作   | 1929年10月30日 | 1933年3月31日  |                      |
| 代（旧市） | 氏名       | 就任年月日     | 退任年月日     | 備考                 |
| 初 - 2     | 新井良作   | 1933年4月1日   | 1939年5月14日  |                      |
| 3          | 齋籐茂八   | 1939年6月25日  | 1942年4月15日  |                      |
| 4          | 矢島武男   | 1942年4月19日  | 1945年11月30日 |                      |
| 5          | 根岸忠     | 1946年1月15日  | 1947年3月7日   |                      |
| 6 - 8      | 鴨田宗一   | 1947年4月8日   | 1958年4月23日  | 衆院選出馬のため辞職 |
| 9          | 栗原正一   | 1958年5月19日  | 1962年5月18日  |                      |
| 10 - 14    | 黒田海之助 | 1962年5月19日  | 1982年5月18日  |                      |
| 15 - 16    | 増田敏男   | 1982年5月19日  | 1986年6月      | 衆院選出馬のため辞職 |
| 17 - 20    | 小林一夫   | 1986年8月3日   | 2002年8月2日   |                      |
| 21         | 富岡清     | 2002年8月3日   | 2005年9月30日  |                      |
| 代（新市） | 氏名       | 就任年月日     | 退任年月日     | 備考                 |
| 初 - 4     | 富岡清     | 2005年11月6日  | 2021年11月5日  |                      |
| 5 -        | 小林哲也   | 2021年11月6日  | 現職           |                      |

### 財政
2007年度（平成19年度）予算
- 一般会計 551億円
  - 市税収入見込額 305億2,089万円（55.39%）
  - 国庫支出金 42億3,512万円（7.69%）
  - 市債 38億6,260万円（7.01%）

- 特別会計 401億8,000万円

2006年度（平成18年度）決算
- 一般会計
  - 歳入決算額 594億5,084万円（うち市税収入 302億円）
  - 歳出決算額 552億9,407万円

### まちづくり
あつさ はればれ 熊谷流（あっぱれ！ 熊谷流）
熊谷は、快晴率が高く、夏の最高気温も高い傾向にあり、これを逆手にとって、街づくりに生かそうとする企画である。
元々は、後述のあついぞ!熊谷が単独で展開されていたが、2007年に、マスメディアによる取材も増え宣伝効果も高まっていた中、当時の観測史上日本最高気温の40.9℃が記録され、市民にも被害が出たため、「ヒートアイランド対策推進都市」を宣言、2008年度より本格的にヒートアイランド対策にも力を入れることとなり、「あっぱれ!熊谷流」が生まれた。
あついぞ!熊谷は、2006年度より開始している事業で、人の熱さにも繋げたまちづくりを目指し、市民などから企画を募集し、その支援を行う。後述の雪くまもその一環である。また、マスコットキャラクターとして「あつべえ」がある。立正大学と共にあついぞ.comを立ち上げた。
ヒートアイランドとして対策は、舗装に遮熱性塗料を塗る、冷却ミストの設置、熱中病予防対策の発信などが行われている。
前述の岐阜県多治見市・高知県四万十市（2013年以降）とは、新旧の日本一暑い街同士として、熱中症対策の共有や暑さ勝負などの連携を行っている。
四万十市に最高気温の記録を奪取されてからは、気温の高さで競うのではなく、熱中症対策を更に重視するとして、「暑さ対策日本一」を掲げ、より市民の安全を最重要視した各種対策を官民連携で実施しており、「熱中症予防声かけプロジェクト ひと涼みアワード」において、トップランナー賞などを5年連続で受賞し、「暑さ対策日本一」を有言実行している。
さくらのまち
日本さくら名所100選に選ばれており、毎年「熊谷さくら祭」を開催している荒川の熊谷桜堤始め、桜の名所が多数ある。熊谷運動公園の愛称として「熊谷さくら運動公園」を設定し、また同公園陸上競技場をメインスタンドとする「熊谷さくらマラソン大会」を毎年開催している。旧熊谷市時代は熊谷青年会議所により「桜の大使」を任命し、さくらのまちとしてのPR活動が行われていたが、最近は行われていない。
スポーツ熱中都市
2006年7月に宣言した。市内の県営熊谷スポーツ文化公園内にラグビー場が設置されていて、各種大会が開かれており、「ラグビータウン熊谷」と名乗っており、ラグビーワールドカップ2019開催地に県と合同で立候補し、12都市のひとつに選定され、開催に向けラグビー場の改築を行い、これまで以上の規模の試合が開催できるようになった。熊谷スポーツ文化公園には陸上競技場も設けられているほか、市営の熊谷運動公園もあり、この2公園にて定期的に実施される大規模なスポーツイベントには、以下のものがある。
- 全国規模：全国高等学校選抜ラグビーフットボール大会（「春の熊谷」：県営ラグビー場）・選抜高校女子サッカー大会「めぬまカップ」（県営陸上競技場・利根川総合運動公園サッカー場）
- 東日本規模：東日本実業団対抗駅伝（男子、フィニッシュ地点：県営陸上競技場）・東日本実業団陸上競技選手権大会（県営陸上競技場）
- 県規模：全国高等学校ラグビーフットボール大会埼玉県大会（メイン会場：県営ラグビー場）・埼玉県駅伝競走大会（市内を通過）・全国高等学校野球選手権埼玉大会（会場の内一つ：市営球場）
- 市規模：熊谷さくらマラソン大会（市営陸上競技場）
- プロ：大宮アルディージャなどJリーグ（J1・J2）試合（年数試合：県営陸上競技場）、ジャパンラグビーリーグワン・埼玉パナソニックワイルドナイツ（本拠地：さくらオーバルフォート／県営ラグビー場）、プロ野球二軍リーグ試合（年数試合：市営球場）など（その他は#スポーツチームを参照）

グライダー
葛和田地区（妻沼地区）の利根川河川敷には妻沼滑空場があり、日本学生航空連盟の関東地区におけるグライダーの活動拠点として使われている。毎年グライダーフェスタを開催している。2006年はインターネットなどで広報した結果、昨年に比べ来場者が約2000人増えたという。
熊谷市交通バリアフリー基本構想
2004年に彩の国まごころ国体が開催された後、第4回全国障害者スポーツ大会が開催されたため、その準備・整備過程で、バリアフリーに対する意識が向上、研究がさかんとなった。その一環で実用に至ったのが、車いすでも交差点における歩道の段差を越えやすくした「熊谷UD（ユニバーサルデザイン）ブロック」である。2005年度 毎日・地方自治大賞優秀賞も受賞した。
熊谷駅前防犯センター安心館
近年、市の玄関口といえる熊谷駅周辺は、犯罪・風俗店の進出などで治安が悪くなっていた。この対策として駅近くに熊谷駅前防犯センター安心館を設置、市民ボランティアによるパトロールを支援する。また、市立図書館分館を併設することにより、近辺に風俗店を出店できないようにした（県条例）。西川口がB級グルメの町として生まれ変わろうと努力しているように、熊谷も風俗店の存在が周囲の環境に悪影響を及ぼさないよう様々な対策を講じている。
迷惑喫煙対策
熊谷駅周辺・籠原駅周辺は、『路上喫煙マナー条例』（2006年10月1日施行）により駅周辺での喫煙を禁止しており、代わりにエリア内には喫煙所がいくつかある。なお、マナー意識向上が目的であり、現地に係員を配置しての直接的指導は行なっていないが、それ故に最近マナーの悪化が指摘されており、喫煙所の撤去依頼が市に寄せられている。
テクノグリーンセンター構想→北部地域振興交流拠点計画
産学連携などを目的として、県と一体化して進めていた事業。国道17号と市道「市役所通り」の交差点の一角、約7440m2の土地を取得（群馬銀行熊谷支店および老朽化が進んでいた市営駐車場の移転などで捻出）したが、その後、県側の財政状況の見直しなどから整備が半凍結状態となり、空き地だけが残されている。
一時、半分を「熊谷コミュニティひろば」として整備し、フリーマーケットなどに使われていたが、現在一般貸し出しを停止し、市のイベント等で使用しており、ラグビーワールドカップ2019のファンゾーンとしても活用された。また、転用について調査したところ、15階程度のマンション・小規模ショッピングセンター程度しか需要が見込めないとの結果が出て、市は、厳しい状況としてさらなる検討を進めていた。
その後、県の北部地域振興交流拠点としての整備が検討されていた。2023年11月22日に市は市役所移転予定地として検討することを発表、また県が北部地域振興交流拠点の整備費用を2023年12月県議会に提出して県庁機能の一部移転についても検討する方針で、双方の話が実を結べば、埼玉県と熊谷市の合同庁舎として整備される見込みであることが報じられ、翌2024年より正式に市役所の全機能または一部機能の移転先として視野に入れた一体整備について、県と市で議論を進めている。
都市宣言
「非核平和都市」「交通安全都市」「人権尊重都市」「男女共同参画都市」「スポーツ熱中都市」「ヒートアイランド対策推進都市」を宣言している。

### 平成の大合併
熊谷市は、（旧）熊谷市、大里郡妻沼町、大里郡大里町が平成の大合併の一例として、2005年10月1日に新たに合併してできた市である。さらに2007年2月13日には、大里郡江南町を編入した。江南町の合併により、特例市指定要件を満たしたため、指定を受ける別手続きを行った。

#### 合併と特例市指定への経緯
2001年、「大里はひとつ」を合言葉に市長小林一夫と深谷市長新井家光（共に当時）を中心に大里地域の合併について話し合いを始め、2002年7月には各町も参加し、任意合併研究会が設立されたものの、2003年3月には破談してしまった。理由は「新市の市役所の場所について熊谷市（熊谷市役所を活用）と深谷市（位置が新市の地理的中心となる熊谷市の籠原駅付近に新たに建設）で意見が分かれ、合併特例債の使い道に関して大きな隔たりがあるため」と報道されたが、2002年12月に旧熊谷市が行なった住民アンケートにおいて大里地区全体よりも1市3町（現在の熊谷市）での合併を望む回答が多かったことも影響した可能性もある。それに次ぐ形で翌月には熊谷市と深谷市それぞれが中心となって2つの法定の合併協議会が成立した。熊谷市側は「熊谷市・大里町・江南町・妻沼町合併協議会」であった。しかし2004年3月21日江南町の合併を問う住民投票で反対派多数という結果となり、同年5月31日合併協議会を解散した。翌日、「熊谷市・大里町・妻沼町合併協議会」を設立し、2005年10月1日に熊谷市・大里町・妻沼町が合併して新「熊谷市」の誕生となった。
一旦は離脱した江南町であったが、単独では厳しい状態にまで財政が緊迫していた。破綻・行政再建団体移行の可能性もあることが試算で出たため、危機感を募らせた当時の町長および合併推進派町議員を中心として、再び合併に向けて動き始めた。過半数の住民による合併賛成の署名も集まり、2006年1月30日、熊谷市へ合併協議の申し入れ、同年4月1日に「熊谷市・江南町合併協議会」を設置し、2007年2月13日に江南町が熊谷市に編入され、特例市指定手続きを開始した。以下で詳細を記述する。
- 2003年4月1日 - 熊谷市・大里町・妻沼町・江南町合併協議会設立。
- 2004年
  - 5月31日 - 同年3月21日に江南町で行われた住民投票で合併が反対となったことを踏まえ、合併協議会解散。
  - 6月1日 - 熊谷市・大里町・妻沼町合併協議会設立。
  - 11月11日 - 熊谷市・大里町・妻沼町合併協定調印式。
- 2005年
  - 3月25日 - 埼玉県議会が熊谷市、大里町および妻沼町の合併を可決。
  - 3月30日 - 埼玉県知事が熊谷市、大里町および妻沼町の廃置分合を決定し、総務大臣に届出。
  - 4月28日 - 熊谷市、大里町および妻沼町の廃置分合が官報で総務大臣から告示。10月1日の合併が確定された。
  - 10月1日 - 熊谷市、大里郡妻沼町、大里郡大里町が合併し、新たに熊谷市が設置された（新設合併）。
- 2006年
  - 4月1日 - 熊谷市・江南町合併協議会設立。
  - 7月13日 - 熊谷市・江南町合併協定調印式。
  - 10月12日 - 埼玉県議会が熊谷市および江南町の合併を可決。
  - 10月18日 - 埼玉県知事が熊谷市および江南町の廃置分合を決定し、総務大臣に届出。
  - 11月10日 - 熊谷市および江南町の廃置分合が官報で総務大臣から告示。2007年2月13日の合併が確定された。
- 2007年2月13日 - 大里郡江南町が熊谷市に編入された。
- 2008年10月22日 - 「特例市の指定に係る申出書」を総務大臣へ提出[43]。
- 2008年11月21日 - 特例市の指定都市に熊谷市を追加する改正を行う政令公布[44]。
- 2009年4月1日 - 政令施行に伴い、特例市に指定される。

#### 合併後の住所表記
基本的に合併前と同一の地名とするが、「大字」を冠する住所については「大字」を削除した。
- 例1：熊谷市本町一丁目 →（変更なし）
- 例2：熊谷市大字箱田 → 熊谷市箱田
- 例3：大里郡妻沼町大字弥藤吾 → 熊谷市弥藤吾
- 例4：大里郡大里町大字冑山 → 熊谷市冑山
- 例5：大里郡江南町大字樋春 → 熊谷市樋春

例外として、旧熊谷市、旧妻沼町、旧江南町の以下の住所表示に関しては、同一もしくは類似しているため、旧妻沼町および旧江南町の住所表示について、旧町名をつけた。
- 『中央』
  - 熊谷市中央一丁目から中央五丁目 →（変更なし）
  - 大里郡妻沼町中央 → 熊谷市妻沼中央
  - 大里郡江南町中央一丁目から中央三丁目 → 熊谷市江南中央一丁目から江南中央三丁目
- 『小島』
  - 熊谷市大字小島 → 熊谷市小島
  - 大里郡妻沼町大字小島 → 熊谷市妻沼小島
- 『代』と『台』（共に「だい」と読む）
  - 熊谷市大字代 → 熊谷市代
  - 大里郡妻沼町大字台 → 熊谷市妻沼台

#### 合併推進構想
埼玉県が策定している『埼玉県市町村合併推進構想（仮称）』では、構想対象市町村の組合せとして、大里地域の組み合わせに県民の意見を取り入れ、行田市 を加えた「熊谷市・行田市・深谷市・江南町（当時）・寄居町」という組み合わせが提言された。一方で平成の大合併期においては、熊谷・行田両市ともお互いを合併検討対象として挙げてはおらず、この構想が発表されても、深谷・寄居含めて合併を模索する動きは特に見られなかった。

#### 広域行政
一部事務組合
- 大里広域市町村圏組合：深谷市、寄居町とごみ処理(収集運搬を除く)及び介護保険に関係する事務を共同で行っている。
- 荒川北縁水防事務組合：行田市、鴻巣市とともに荒川北縁の水防に関する事務処理を行っている。

過去に設置されていた一部事務組合

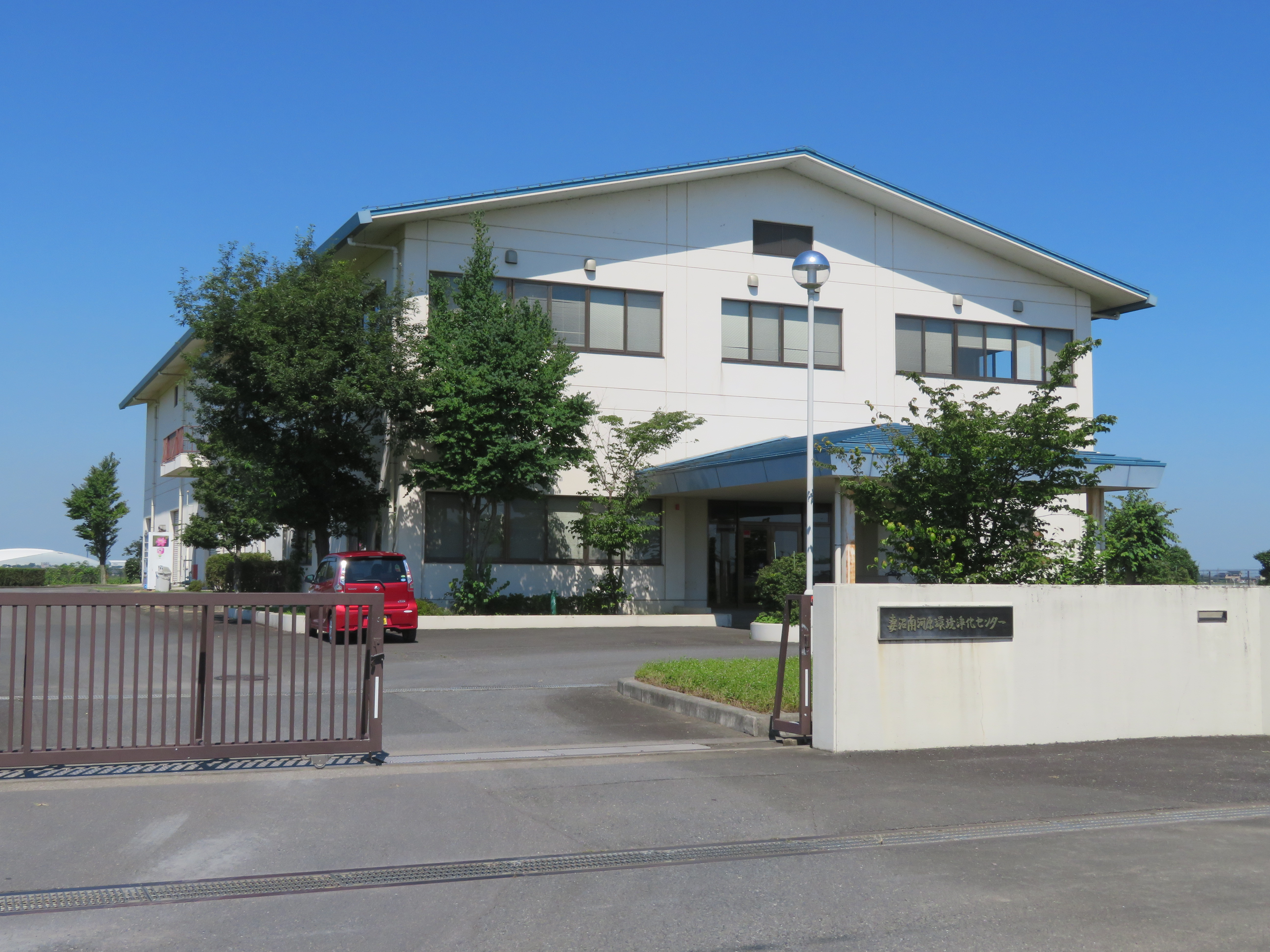
妻沼南河原環境浄化センター

- 妻沼南河原環境施設組合（行田市とともに行田市の旧南河原村の区域と熊谷市の旧妻沼町の区域のし尿処理を行っていた。平成30年3月31日に組合が解散され、行田市南河原地区に設置されている処理施設妻沼南河原環境浄化センターは熊谷市の所有施設となり、[45] 行田市南河原地区の処理は行田市環境センターに移行した。）[46]

協議会
- 熊谷市・行田市消防通信指令事務協議会：熊谷市（熊谷市消防本部）と行田市（行田市消防本部）で119番通報の受付及び各消防署等への指令業務を共同で行っている。
- 熊谷駅・小川町駅間路線バス利用促進協議会：熊谷市・嵐山町・小川町にて、国際十王交通路線バスKM14・15熊谷駅-小川町駅線への利用促進が図られるほか、国際十王交通に対する補助金を交付している[47]。
- 熊谷駅-犬塚間路線バス維持のための利用促進協議会：行田市と共に、国際十王交通路線バスKM21熊谷駅-犬塚線維持のため補助金を交付する（2024年度より補助金は国庫に変更）[48]。

## 議会

### 市議会
熊谷市議会を参照。
- 定数：30名[49]
- 任期：2019年（令和元年）5月1日～2023年（令和5年）4月30日

### 埼玉県議会
- 選挙区：北第5区（熊谷市）[注釈 8]
- 定数：3名
- 任期：2019年（平成31年）4月30日～2023年（令和4年）4月29日

| 氏名     | 会派名             |
| -------- | ------------------ |
| （欠員） |                    |
| 杉田茂実 | 無所属県民会議     |
| 田並尚明 | 埼玉民主フォーラム |

### 衆議院
- 任期 ： 2024年（令和6年）10月27日 - 2028年（令和10年）10月26日（「第50回衆議院議員総選挙」参照）

| 選挙区       | 議員名   | 党派名     | 当選回数 | 備考     |
| ------------ | -------- | ---------- | -------- | -------- |
| 埼玉県第12区 | 森田俊和 | 立憲民主党 | 3        | 選挙区   |
| 埼玉県第12区 | 野中厚   | 自由民主党 | 5        | 比例復活 |

## 経済
- 市内総生産額 : 1兆1232億6200万円(令和4年度)
県内第4位。さいたま市、川口市、川越市に次ぐ。
- 市内総生産額(第1次産業) : 42億800万円(2019年度)
県内第５位。深谷市、さいたま市、本庄市、加須市に次ぐ。
- 市内総生産額(第２次産業) : 4254億6500万円(2019年度)
県内第２位。さいたま市に次ぐ。
- 市内総生産額(第３次産業) : 6079億600万円(2019年度)
県内第６位。さいたま市、川口市、川越市、所沢市、越谷市に次ぐ。
- 産業別就業者数[50]
  - 第1次産業 ： 4,435人
  - 第2次産業 ； 27,927人
  - 第3次産業 ： 67,359人

### 商業

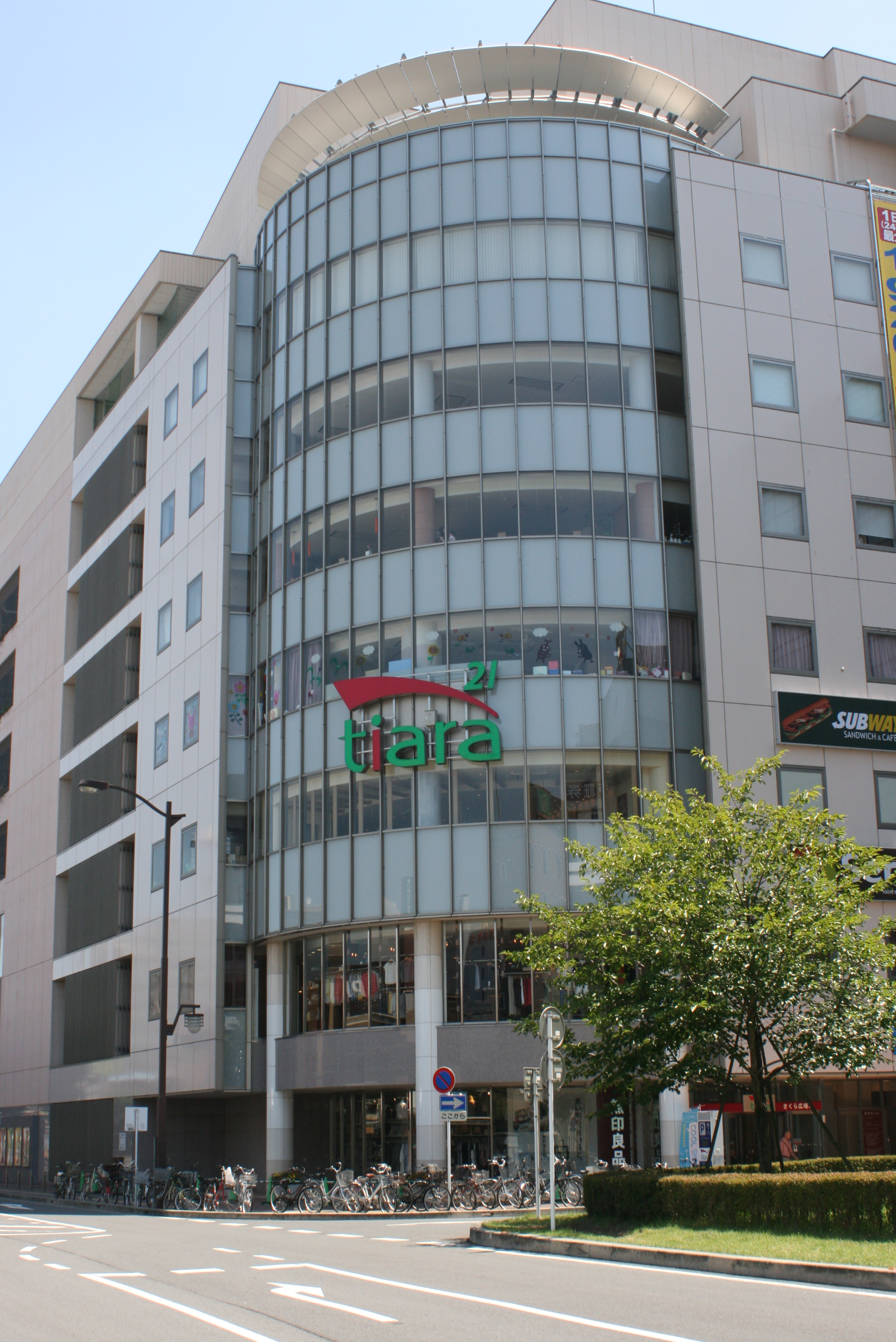
ショッピングモール「ティアラ21」

年間商品販売額 ： 6792億4500万円（2020年度、以下同じ）
- 県内第5位。さいたま市、川口市、越谷市、川越市に次ぐ。

事業所数は2,545で、このうち卸売業は672事業所、小売業は1,861事業所となっている。年間商品販売額8,144億4,500万円のうち、卸売業が5953億円、小売業が2,191億円。以下に特筆すべき小売店舗について記述する。
大型店舗
市内には、百貨店や駅ビル、駅直結型ショッピングモール、ロードサイド型ショッピングモールが存在する。百貨店としては、国道17号と国道407号の交差点に8階建て地下1階の八木橋百貨店がある。1961年に開店して以来、「八木橋デパート」、「八木橋」などと呼ばれ市民から親しまれている。また、熊谷駅北口においては、駅ビルアズ熊谷、ティアラ21、ニットーモールの3館がペデストリアンデッキで結ばれており、集合的に熊谷駅直結の一大ショッピングセンターとして機能している。このうちニットーモールは、2002年までの間ダイエーがその売場面積の半分を占める形で核店舗として出店していた。一方でロードサイド型店舗においては、八木橋百貨店近くにイオン熊谷店でそのほとんどが構成される熊谷片倉フィラチャーが、国道17号熊谷バイパスと国道407号妻沼バイパスの交わる代交差点にはケーズデンキやトイザらスを核店舗とするビッグベア（1997年開店）が、同じく妻沼バイパス沿いの旧熊谷市と妻沼町との境界付近にカスミやコメリを核店舗とするイール妻沼がある。
家電量販店
熊谷市は家電量販店間での価格競争が特に顕著な地域のひとつである。1990年代までは、国道140号沿いにあったヤマダ電機熊谷店（当時）と国道407号沿いにあったコジマ熊谷店の2店舗間において付かず離れずの穏やかな競争が続いていたが、1990年代前半にヤマダ電機がそれまでの熊谷店を移転し国道17号熊谷バイパス沿いに郊外型のテックランド熊谷店として開店させてからは、コジマの店舗が小規模な上に老朽化していたこともあって、集客率においてヤマダ電機に差をつけられていた。
しかし2005年1月、コジマが熊谷店に隣接していた土地を取得し、店舗の面積をそれまでの倍以上にし、さらには国道17号からの進入も可能にしてアクセスを向上させ、深谷市にあった深谷店と合併する形でNEW熊谷店を開店させた。ヤマダ電機もこれに対抗するように、同年4月にコジマからおよそ500メートル離れた同じく国道407号妻沼バイパス沿い（スーパーマーケットマルエツ熊谷原島店跡）にテックランド熊谷本店を開店させ、市内2店舗の体制とした（2016年10月31日付けで熊谷店は閉店）。
翌2006年にはピーシーデポコーポレーションがそれまでEXPO熊谷店として営業していた店舗をPC DEPOT熊谷店に改装して他店に対抗した。
さらには2007年4月6日にでんきちが新堀地区（籠原駅方面）に熊谷本店を開店させた。2013年5月25日にはノジマがニットーモール内に熊谷ニットーモール店を開店させた。
2014年5月3日には、コジマNEW熊谷店がリニューアルし、コジマ×ビックカメラ熊谷店となっている。
2016年6月30日、ビッグベア内にケーズデンキが出店、北関東YKKの店舗が妻沼バイパス沿いに集結した。
なお、ラオックス熊谷店が熊谷駅から徒歩圏内にあったが、2008年6月1日をもって撤退している。1997年にもギガスカンサイ（現ギガス）がビッグベア内に熊谷店を出店したが、数年で撤退している。
映画館
市内には、シネティアラ21とイオンシネマ熊谷の2つのシネマコンプレックスがある。
1990年代、市内には現在とは別の2つの映画館があった。東映配給の映画を上映する富士見劇場（市役所通り）と、それ以外の映画を上映するシネプラザ21（星川通り）である。当時は近隣市町村にこれら以外の映画館は存在しなかったために、市外においても集客力を有していた。しかし富士見劇場は老朽化のため閉館（現在跡地は時間貸し駐車場 Fujimiパーク）し、東映系を引き継いだシネプラザ21はその時点での熊谷市唯一の映画館となった。2000年11月16日に、マイカル（現イオンリテール）が国道17号沿いに熊谷サティ（現イオン熊谷店）を出店すると同時に、シネプラザ21の倍の規模を備えたシネマコンプレックス「ワーナー・マイカル・シネマズ熊谷（現イオンシネマ熊谷）」（ワーナー・マイカル、現イオンエンターテイメント運営）を併設した。大型車も利用できる大型駐車場を備え、買い物もできるとあって盛況となったが、一方でシネプラザ21はそれまでの客が奪われていた。また翌年のマイカル経営破綻の際にも、開業して間もないこともあって熊谷サティの客足は衰えず会社更生のための整理対象店舗のリストに載ることは無かった。そして2003年9月30日、シネプラザ21営業元の鷹の羽興業は、1年後シネティアラ21をティアラ21（当時はいずれも名称未定）に開館させることを発表し、シネプラザ21を閉館した。翌年11月20日、ティアラ21が開業し、シネティアラ21も同時開館した。熊谷駅と直結していることや、ティアラ21内の他の商業テナント店舗と連動した割引制度などの導入を売りにしている。それから現在に至るまで大手チェーンと地元系合わせて2館あるシネマコンプレックスは営業を続けている。
スーパーマーケット・ホームセンター
市内には20店舗余りのスーパーマーケットが存在する。特に前述のイオン（旧マイカル運営サティ。総合スーパーマーケット）・ベルク・カスミ・いなげやといったイオン傘下企業の店舗が乱立している（ただし、2015年3月開店のベルク熊谷銀座店以外は全てイオン傘下入り前からの営業店舗である）。市内において最も多い店舗数を有するのは鶴ヶ島市に本部を置くベルクであり、その数は旧熊谷市域に8店舗にのぼり、これは同チェーンの市町村別出店舗数でも一番多く、「温かく育てていただいた」として同社創業の地の秩父市と共に各500万円相当の品が市に寄贈された（防犯パトロール車3台）。それに次ぐ3店舗を展開するのは川越市に本部を置くヤオコーであり、ショッピングモールニットーモールの中にも出店している。また、さいたま市のマミーマートは熊谷および籠原地区に、カスミは妻沼地区にそれぞれ2店舗を有している。この他、さいたまコープ（Kマート跡の建物流用）、籠原地区に西友（かつてはビッグベア内にも）、江南地区にいなげや1店舗存在する。なお、かつて市内に存在したスーパーマーケットとしては、ニチイやキンカ堂、ダイエー、マルエツ、とりせんなどがある。
また、ホームセンターに関しては、DCMとセキチューとコメリ、カインズがそれぞれ1店舗ずつ存在する。
ホテル
熊谷駅・籠原駅周辺にビジネスホテルを中心に多少のホテル・旅館が存在する。
スマイルホテル熊谷、ホテルシティーフィールドかごはら、サンルートホテルガーデンパレス、ホテルサンルート熊谷駅前、マロウドイン熊谷、熊谷ロイヤルホテルすずき、キングアンバサダーホテル熊谷、東横INN熊谷駅北口などがある。
駅から離れたところでは、江南地区にはリゾートホテル「四季（とき）の湯温泉ホテルヘリテイジ」が、熊谷スポーツ文化公園さくらオーバルフォート内にKUMAGAYA SPORTS HOTEL PARK WING（2021年9月11日開業）が所在する。また、かつて妻沼地区には珍しいラドン温泉の「メヌマラドン温泉ホテル」があった。
金融機関・証券会社
市が指定金融機関に指定する埼玉りそな銀行、本店が所在する埼玉縣信用金庫・熊谷商工信用組合、メガバンクであるみずほ銀行・三井住友銀行、ゆうちょ銀行、JAバンク（JAくまがや）、地方銀行である武蔵野銀行、他県の地方銀行である群馬銀行・足利銀行・第四北越銀行・八十二銀行・東和銀行、その他中央労働金庫・商工組合中央金庫・あすか信用組合・ハナ信用組合といった多数の金融機関の支店が市内各地に所在する。
証券会社は、三菱UFJモルガン・スタンレー証券・野村證券・水戸証券・SBI証券（コールセンターも所在）・むさし証券の店舗が全て熊谷駅の徒歩圏内に所在する。

### 工業
製造品出荷額 ： 9133億3300万円（2020年度）
- 県内第2位。狭山市に次ぐ。

製造業に属する事業所数は754ある。主な工業団地としては、熊谷工業団地、上之工業団地、御稜威ヶ原工業団地、妻沼東部工業団地、妻沼西部工業団地、船木台工業団地などがある。
主な企業
- 能美防災メヌマ工場
- 太平洋セメント熊谷工場
- リケン熊谷事業所
- MSD（元万有製薬）妻沼工場
- ニコン熊谷製作所
- 富士通熊谷工場
- プロテリアル熊谷磁材工場
- ヴァレオジャパン江南工場

- 日本山村硝子埼玉工場
- JFEエンジニアリング熊谷
- 日清シスコ東京工場・開発研究所
- ゼリア新薬工業埼玉工場
- 日東富士製粉関東営業所・埼玉工場・食品開発センター
- 日立ハイテクインスツルメンツ本社、熊谷工場
- アルビオン熊谷工場
- タイトー熊谷研究所
- ハイアールアジアR＆D本社
- ヤオコー熊谷デリカ・生鮮センター／エコセンター

### 農業
農業産出額 ： 76億8000万円（2020年度）
- 県内第6位。深谷市、羽生市、本庄市、さいたま市、加須市に次ぐ。

荒川や利根川などの大規模な河川によって形成された肥沃な沖積平野が市域の大部分を占めるため、市街地や住宅地、一部の丘陵地帯を除いた6,128ヘクタール (38.3%) の土地が耕地として利用されている。現在では、地産地消を促進するため、熊谷のブランド農作物を育てる動きがあり、小さな野菜「ミニくま」をはじめ、地元産の小麦による「熊谷うどん」、「妻沼ねぎ」などの生産が意欲的に進められている。なお、農業生産額のうち妻沼ねぎをはじめとする野菜が44%を占め、次いで米が23%、麦類が10%、生乳などその他が23%を占める。

### 熊谷市に本社を置く主な企業
- アールケー・ジャパン
- アールディーシー（がってん寿司など）
- あなたの幸せが私の幸せ[注釈 9]
- エール学院（学習塾）
- 熊谷ゴルフクラブ
- 熊谷商工信用組合
- 熊谷通運
- くまがや農業協同組合
- 栗原辨天堂
- クレーマージャパン（スポーツメーカー）
- 国際十王交通（東武鉄道グループのバス事業者）
- 埼玉縣信用金庫
- 埼北スイミングスクール

- 埼玉武蔵ヒートベアーズ
- 秩父鉄道（太平洋セメントグループ）
  - 秩父鉄道観光バス
- 中家堂
- ニシダ飴
- 梅林堂
- 馬車道
- バナーズ
- FOSCHIA JAPAN
- 北斗交通
- 松坂屋建材
  - ダストハイ
- 八木橋百貨店
- 大和フーヅ
- リード（街路灯・自動車部品などの製造）

## 姉妹都市
- インバーカーギル市（ニュージーランド）- 1993年4月8日姉妹都市提携

以前の友好都市
- 沖縄県島尻郡旧大里村
旧大里町が大里村だった時に「大里村」つながり（読みは「おおざとそん」で「おおさとむら」とは異なる）で友好都市提携。現在は、共に消滅したため解消されたが、該当地区間での住民レベルでの交流は続いている。

## 教育

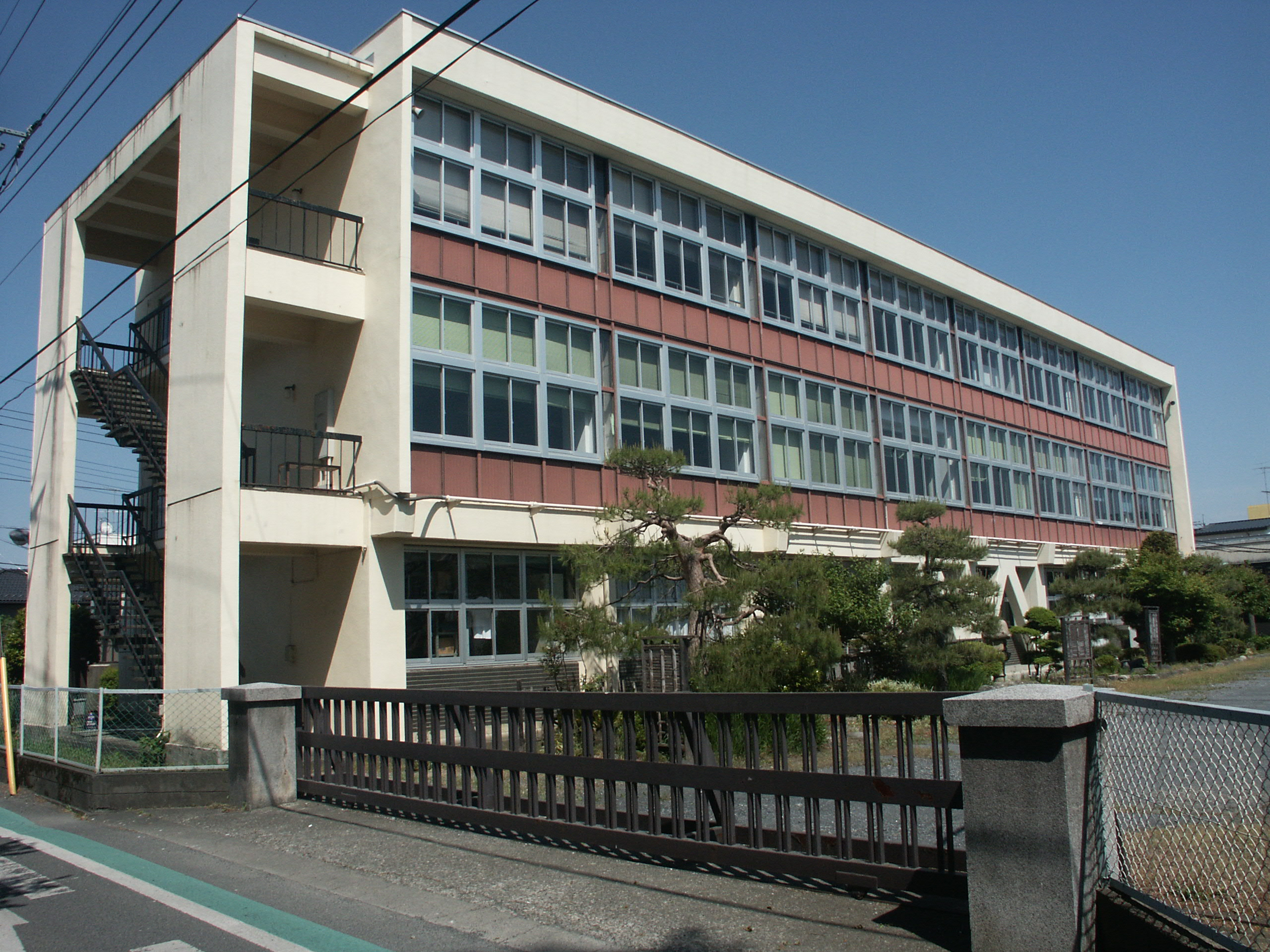
埼玉県立熊谷高等技術専門校

大学
- 立正大学（熊谷キャンパス）

専修学校
- 埼玉県立高等看護学院
- 埼玉県農業大学校
- 学校法人郷学舎 アルスコンピュータ専門学校
- 社団法人熊谷市医師会 看護専門学校
- 学校法人 埼玉県栄養専門学校
- 学校法人 埼玉県調理師専門学校
- 千草服装専門学校
- 学校法人熊谷文化服装専門学校（高等課程）

高等学校
- 埼玉県立熊谷高等学校（全日制・定時制）
- 埼玉県立熊谷西高等学校
- 埼玉県立熊谷女子高等学校
- 埼玉県立妻沼高等学校
- 埼玉県立熊谷工業高等学校
- 埼玉県立熊谷商業高等学校
- 埼玉県立熊谷農業高等学校
- 学校法人角川ドワンゴ学園 N高等学校 熊谷キャンパス（通信制）

中学校
- 熊谷市立荒川中学校
- 熊谷市立大麻生中学校
- 熊谷市立大里中学校
- 熊谷市立大幡中学校
- 熊谷市立大原中学校
- 熊谷市立熊谷東中学校
- 熊谷市立江南中学校
- 熊谷市立小島中学校（休校中）
- 熊谷市立玉井中学校

- 熊谷市立中条中学校
- 熊谷市立奈良中学校
- 熊谷市立富士見中学校
- 熊谷市立別府中学校
- 熊谷市立三尻中学校
- 熊谷市立妻沼西中学校
- 熊谷市立妻沼東中学校
- 熊谷市立吉岡中学校

小学校
- 熊谷市立石原小学校
- 熊谷市立大麻生小学校
- 熊谷市立大幡小学校
- 熊谷市立市田小学校
- 熊谷市立籠原小学校
- 熊谷市立久下小学校
- 熊谷市立熊谷西小学校
- 熊谷市立熊谷東小学校
- 熊谷市立熊谷南小学校
- 熊谷市立江南北小学校
- 熊谷市立江南南小学校
- 熊谷市立桜木小学校
- 熊谷市立佐谷田小学校

- 熊谷市立玉井小学校
- 熊谷市立中条小学校
- 熊谷市立奈良小学校
- 熊谷市立長井小学校
- 熊谷市立成田星宮小学校
- 熊谷市立新堀小学校
- 熊谷市立秦小学校
- 熊谷市立別府小学校
- 熊谷市立三尻小学校
- 熊谷市立妻沼小学校
- 熊谷市立妻沼南小学校
- 熊谷市立吉岡小学校
- 熊谷市立吉見小学校

- （休校中）
  - 熊谷市立小島小学校

特別支援学校
- 埼玉県立熊谷特別支援学校
- 埼玉県熊谷盲学校

学校教育以外の施設
- 埼玉県立熊谷高等技術専門校（職業能力開発促進法に基づく職業能力開発校）

埼玉県公安委員会指定自動車教習所
- 埼玉自動車学校
- かごはら自動車学校

## 地域

### 地域分類
地域は、合併当初、旧熊谷市域においては合併前に分類していた5地区を継承し、他の旧3町域においてはそのまま1つの地区として扱っていた。近年では、北部地域に妻沼地域を統合し、荒川以南を統合して南部としていることが多い。さらに下の単位では、主に市立小学校区単位で、地域を分類することが多い。
- 中央エリア
  - 熊谷西
  - 熊谷東
  - 熊谷南
  - 石原
  - 桜木
  - 大幡（旧熊谷市北部地区）
- 東部エリア
  - 佐谷田
  - 久下
  - 成田星宮（2023年、成田小と星宮小の統合に伴う）
- 西部エリア
  - 籠原
  - 新堀
  - 三尻
  - 別府
  - 玉井
  - 大麻生

- 北部エリア・旧熊谷市北部地区
  - 中条
  - 奈良
- 北部エリア・妻沼地区
  - 妻沼
  - 妻沼南
  - 長井
  - 太田
  - 秦
  - 男沼
  - 小島
- 南部エリア・旧熊谷市吉岡地区
  - 吉岡
- 南部エリア・大里地区
  - 市田
  - 吉見
- 南部エリア・江南地区
  - 江南北
  - 江南南

### 住宅団地
- 埼玉県住宅供給公社 熊谷下奈良住宅
- 雀宮団地
- 肥塚団地
- 熊谷伊勢町住宅 (伊勢町)
- 熊谷下奈良住宅 (下奈良)
- 熊谷玉井住宅 (久保島)
- 熊谷銀座住宅 (銀座)
- 妻沼長井住宅 (江波)
- 熊谷曙町住宅 (曙町)
- 熊谷石原住宅 (石原)
- 熊谷赤城住宅 (赤城町)
- 熊谷肥塚住宅 (肥塚)
- 熊谷末広住宅 (末広)

### スポーツチーム
埼玉武蔵ヒートベアーズ
プロ野球独立リーグであるベースボール・チャレンジ・リーグ（BCリーグ）のチーム。2014年1月に市内に本社のある株式会社イーストジャパンアップにより株式会社埼玉県民球団が設立された。発足当時の球団名は武蔵ヒートベアーズ。熊谷さくら運動公園野球場を本拠地とし、活動範囲は埼玉県全域で、その主要エリアは県北エリアとなる。2014年6月24日に正式加盟承認、7月に結団式と球団ユニフォーム、チーム編成のお披露目が行われた。2015年よりリーグ戦に参加。4年目のシーズン終了後の2018年10月、球団名を埼玉武蔵ヒートベアーズに変更した。
埼玉パナソニックワイルドナイツ
ラグビーの全国リーグであるジャパンラグビーリーグワンのチーム。隣の太田市に本拠地を置いていたが、2019年2月に当市への移転を県及び市に伝達、2019年3月には県・市・パナソニックが移転に向けて協定を締結し、以降選手が市内のイベントなどに出演するなどしていた。熊谷スポーツ文化公園内に「さくらオーバルフォート」が建設され、2021年8月30日付で移転が完了した。
アルカス熊谷
女子7人制ラグビーのチーム。
ちふれASエルフェン埼玉
日本女子プロサッカーリーグ（WEリーグ）のチーム。熊谷スポーツ文化公園陸上競技場がホームスタジアムの一つとなっている。

### マスメディア
※ 熊谷市の熊谷記者クラブほか取材情報提供先の紹介ページより、市内にあるものを抜粋
- 朝日新聞社北埼玉支局
- 埼玉新聞社県北支社
- 東京新聞（中日新聞社）熊谷通信局
- 毎日新聞社熊谷支局
- 読売新聞（読売新聞東京本社）熊谷支局
- J:COM 熊谷・深谷（ジェイコム埼玉・東日本）
- FMクマガヤ（コミュニティFM）
- NHKさいたま放送局熊谷支局
- 熊谷経済新聞（Webメディア）
- 埼北よみうり（YC-読売新聞の地域販売店による自主メディア）

他にも、テレビ埼玉の情報カメラが、八木橋百貨店屋上に設置されている。

### 主要な公共施設

#### 市立または市管轄
- 熊谷市役所（本庁舎）
  - 妻沼庁舎／妻沼行政センター
  - 大里庁舎／大里行政センター
  - 江南庁舎／江南行政センター
- 熊谷市議会
- 熊谷商工会議所
- 熊谷市立図書館
  - 熊谷図書館
    - 熊谷図書館熊谷駅前分室

  - 妻沼図書館
  - 大里図書館
  - 江南図書館
- 熊谷市立文化センター
  - 熊谷図書館
    - 郷土資料展示室

  - プラネタリウム館
  - 文化会館

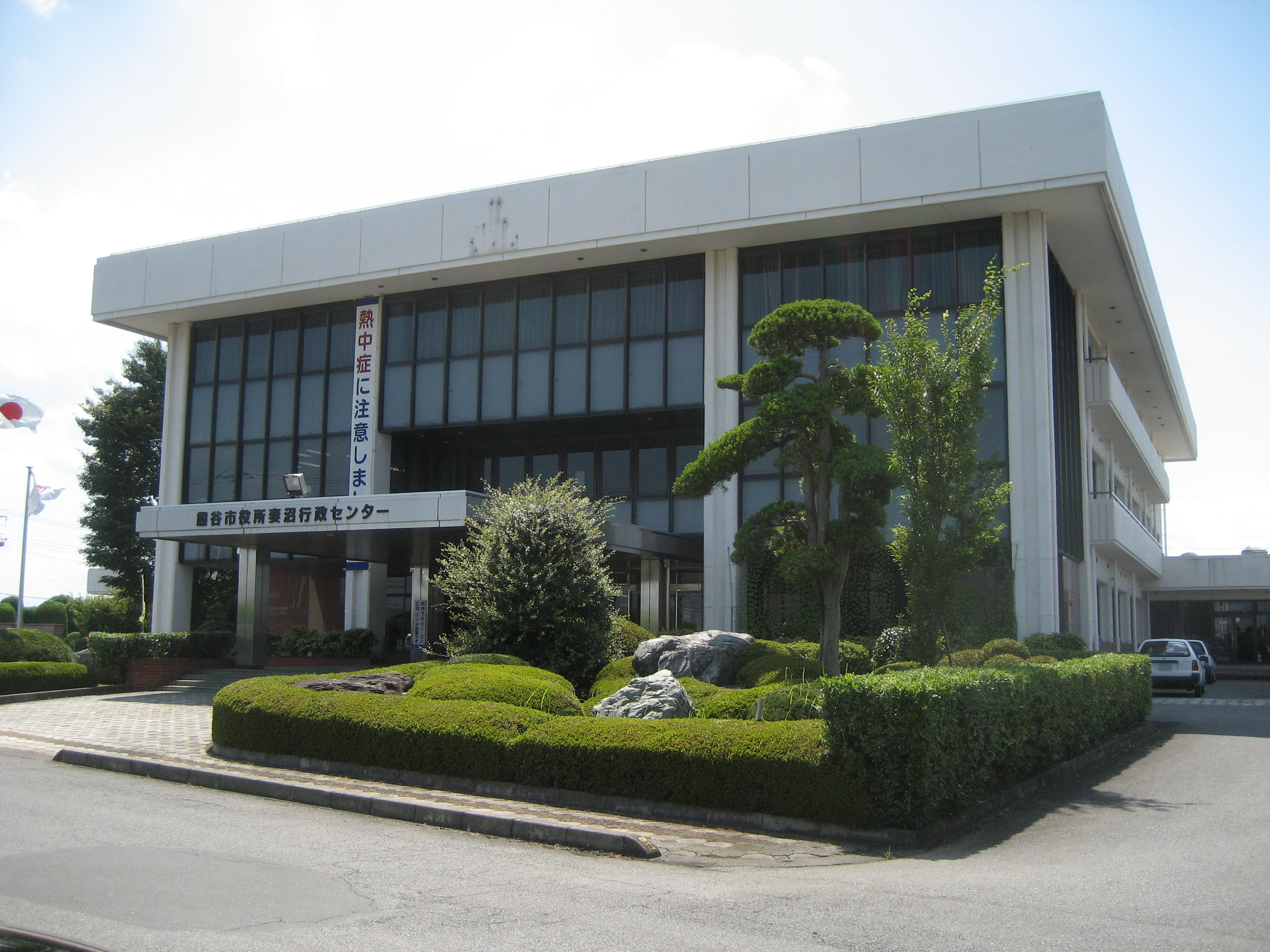
妻沼行政センター

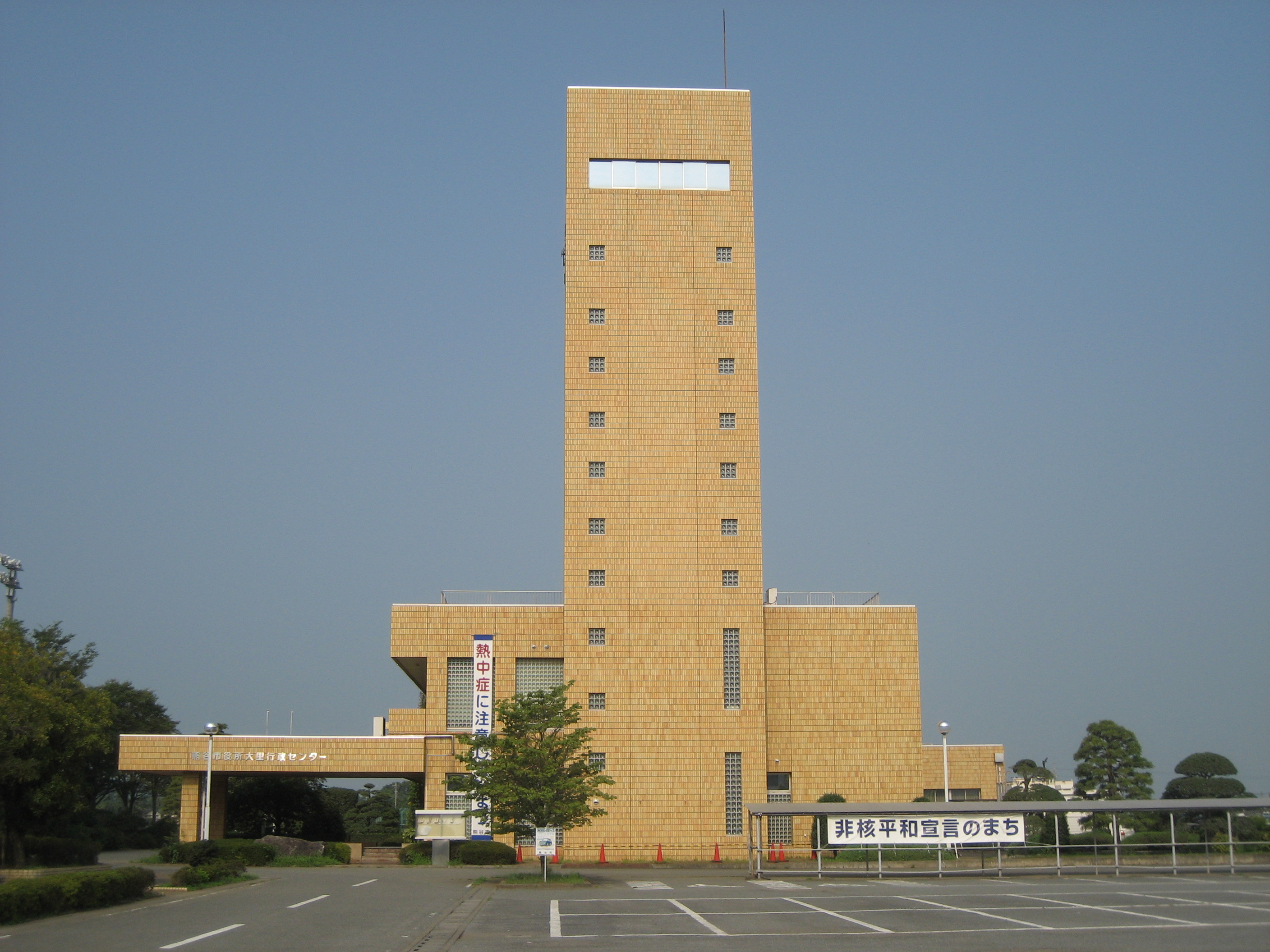
大里行政センター

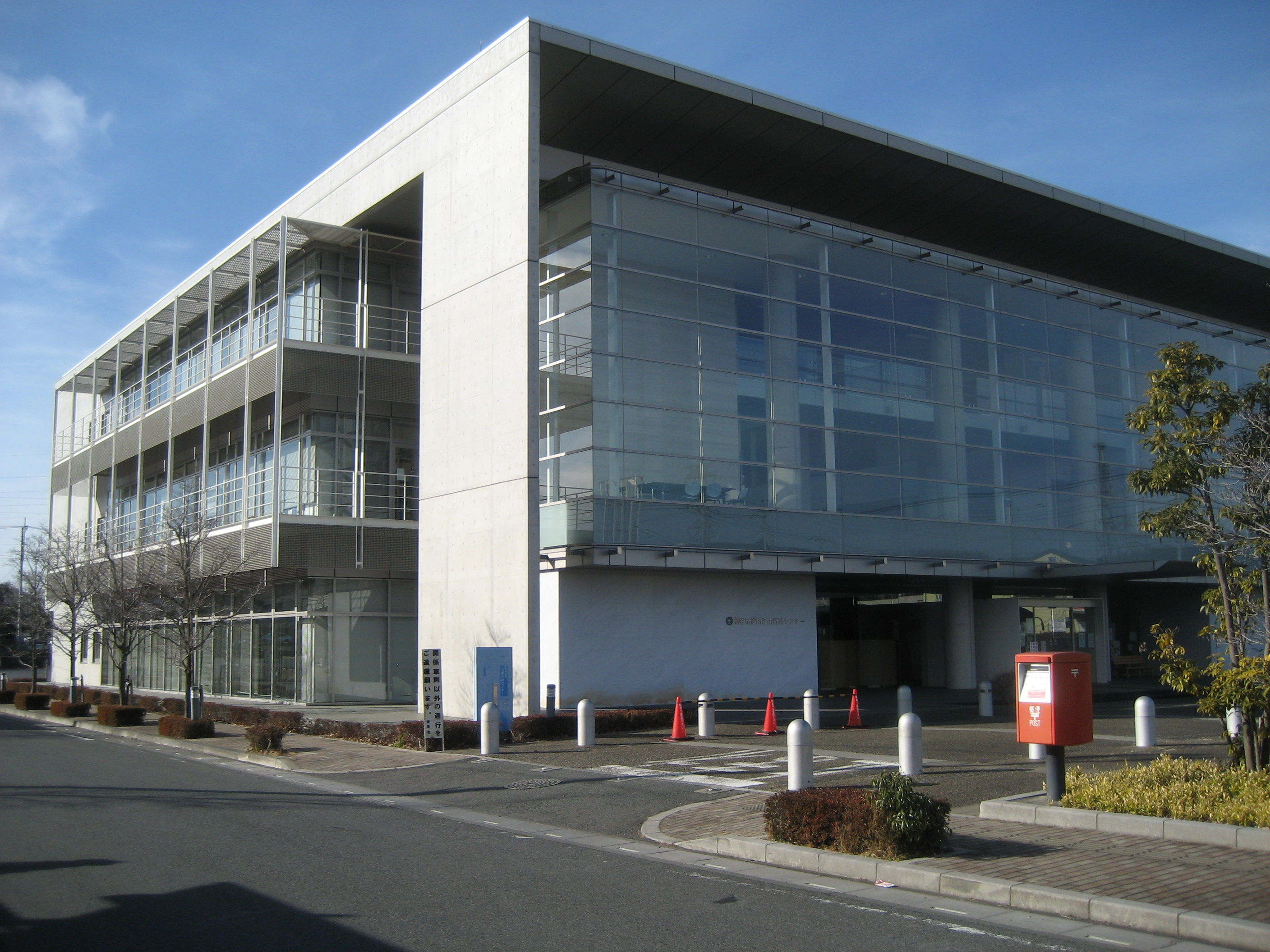
江南行政センター

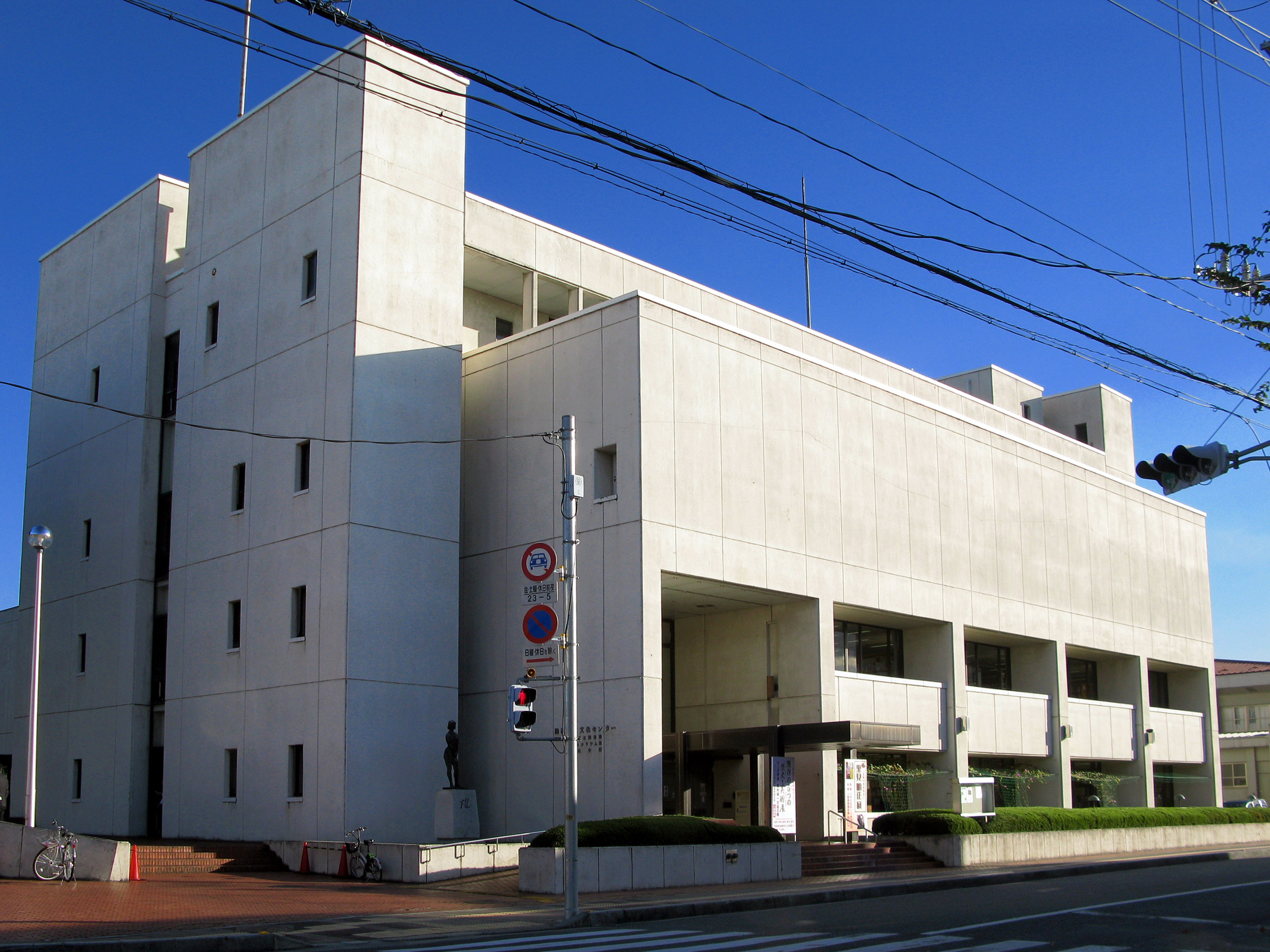
熊谷市立文化センター

- 熊谷文化創造館 さくらめいと（計画名称 熊谷市立第2文化センター）
- 熊谷市民体育館
- 熊谷保健センター
- 妻沼保健センター
- 大里保健センター
- 江南保健センター
- 母子健康センター
- 熊谷市水道庁舎（東部浄水場敷地内）
  - 東部・西部・北部・吉岡・妻沼第1・妻沼第2・妻沼新第2・上恩田・玉作・冑山・江南浄水場
  - 西部・御稜威ヶ原・吉岡・北部・小江川・塩配水場
- 熊谷市消防本部
  - 熊谷消防署、玉井・江南分署
  - 中央消防署、大里分署
  - 妻沼消防署
- 熊谷運動公園
- 熊谷市営本町駐車場（国道17号沿い）
- 熊谷市営駐輪場（熊谷駅直結・熊谷駅〜上熊谷駅間・上熊谷駅隣接・籠原駅周辺3ヶ所・行田駅近く熊谷市域内）
- 学校給食センター
- メモリアル彩雲（市立葬斎施設）
- 熊谷駅前防犯センター「安心館」/熊谷市立図書館熊谷駅前分室
- 熊谷市立荻野吟子記念館
- 星渓園
- 熊谷市ムサシトミヨ保護センター（旧埼玉県水産研究所熊谷試験地）
- くまがや市商工会（大里・妻沼・江南地区の商工会が合併）
- 熊谷市スポーツ・文化村「くまぴあ」（旧熊谷市立女子高等学校施設の再活用）
- 熊谷市パスポートセンター（埼玉県パスポートセンター熊谷支所を閉鎖して権限委譲）
- 一般社団法人熊谷市観光協会

#### 県の出先機関
- 埼玉県熊谷地方庁舎
  - 北部地域振興センター
  - 熊谷県税事務所
  - 熊谷保健所
  - 教育局北部教育事務所
  - 北部環境管理事務所
  - 埼玉県立熊谷点字図書館
- 産業技術総合センター北部研究所
- 埼玉県立熊谷図書館
- 熊谷児童相談所
- 消費生活支援センター熊谷
- 大里農林振興センター
- 熊谷家畜保健衛生所
- 農業技術研究センター
- 病害虫防除所
- 動物指導センター
- 埼玉県立総合教育センター江南支所（旧：埼玉県立農業教育センター）
- 埼玉県立循環器・呼吸器病センター
- 総合リハビリテーションセンター熊谷分室
- 自動車税事務所熊谷支所
- 熊谷県土整備事務所
- 熊谷建築安全センター
- 営繕・公園事務所
- 熊谷スポーツ文化公園
  - 熊谷ラグビー場
  - 陸上競技場
  - くまがやドーム
- 発達障害者就労支援センター「ジョブセンター熊谷」

県管轄の機関
- 埼玉県住宅供給公社熊谷支所
- 埼玉県赤十字血液センター熊谷出張所（日本赤十字社埼玉県支部の施設）
- 埼玉県埋蔵文化財調査事業団

警察
- 埼玉県警察熊谷警察署
- 埼玉県警察少年サポートセンター北分室熊谷相談室　（熊谷市立婦人児童館内）

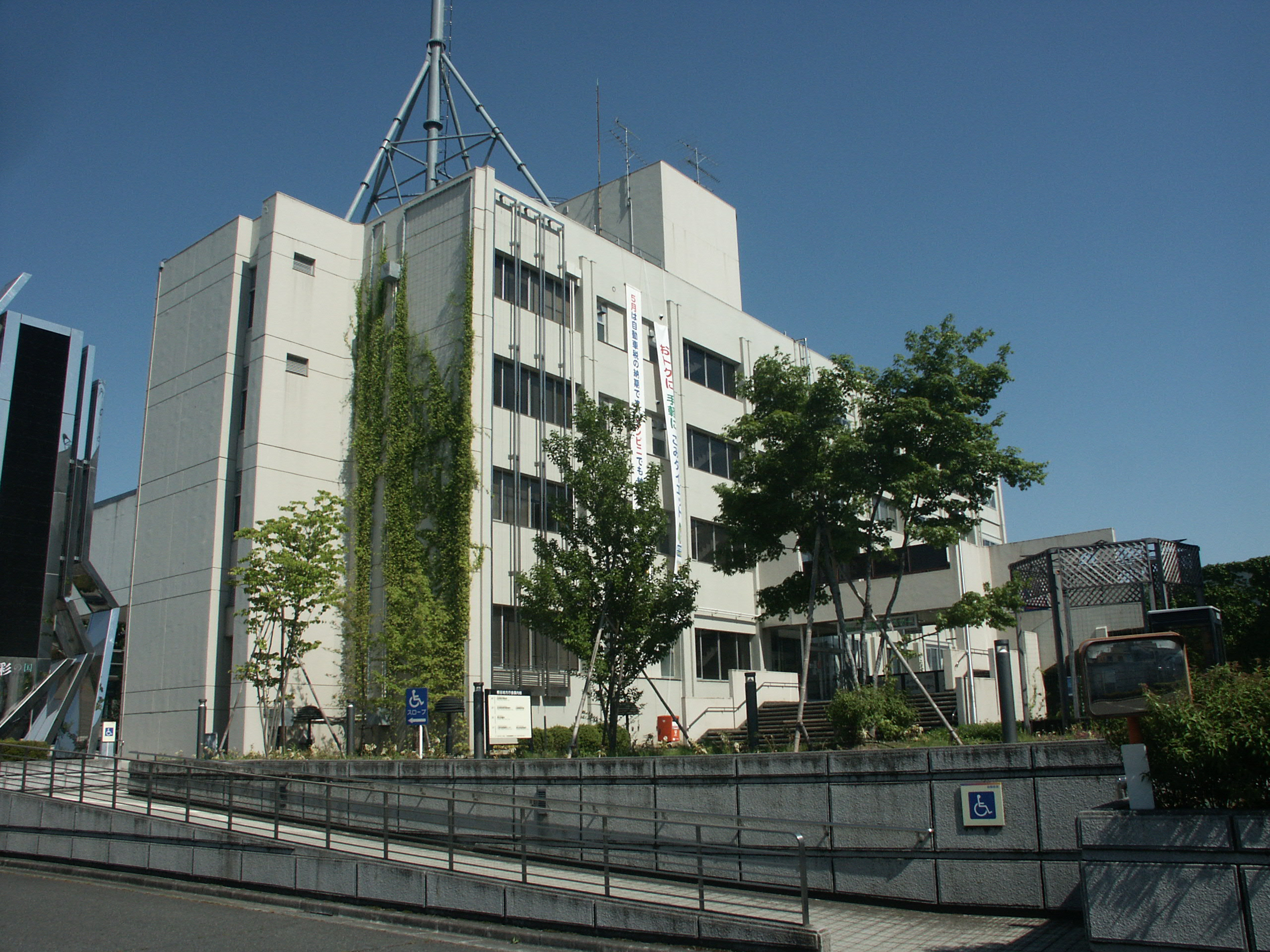
熊谷地方庁舎
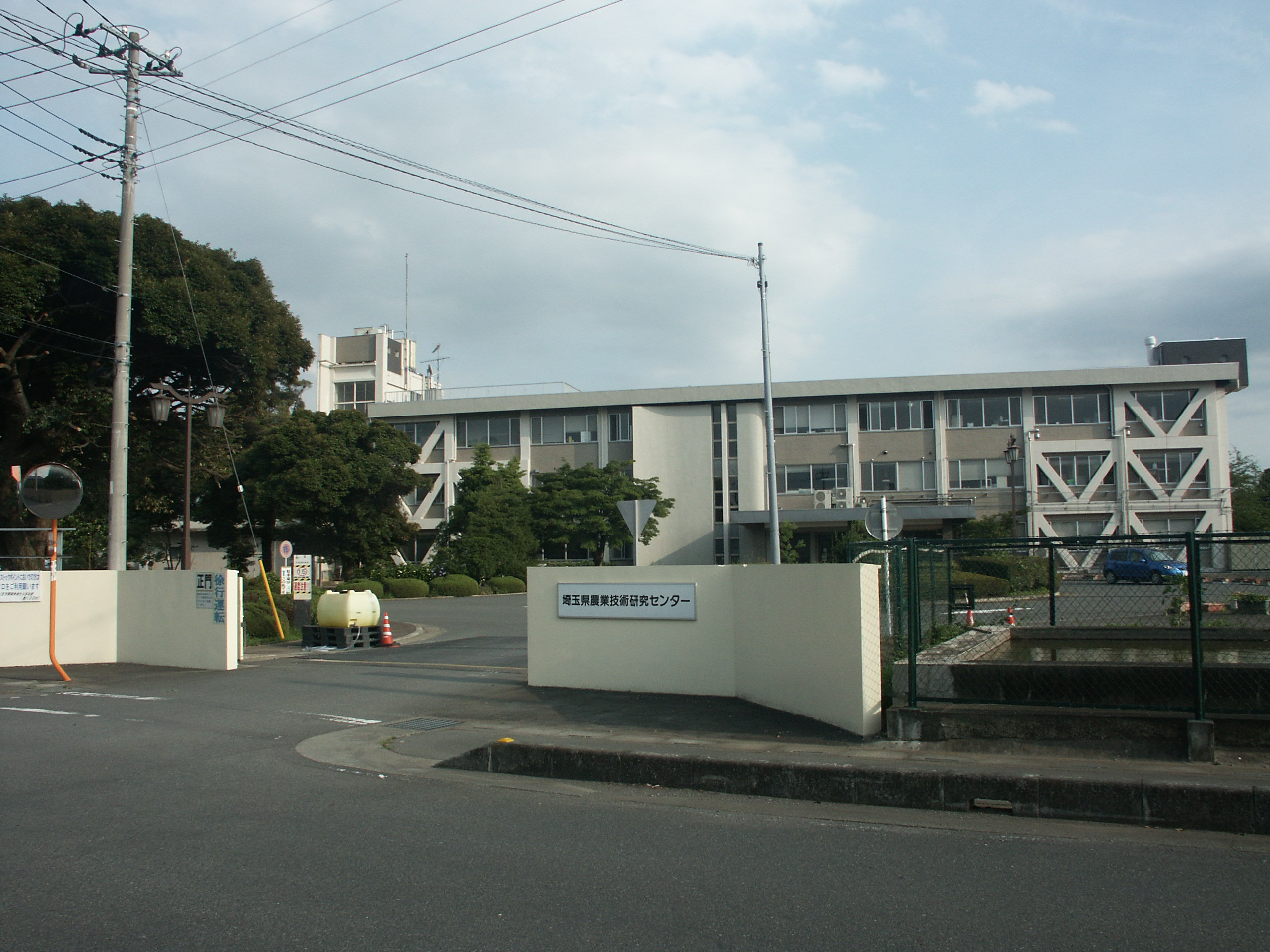
農業技術研究センター・病害虫防除所
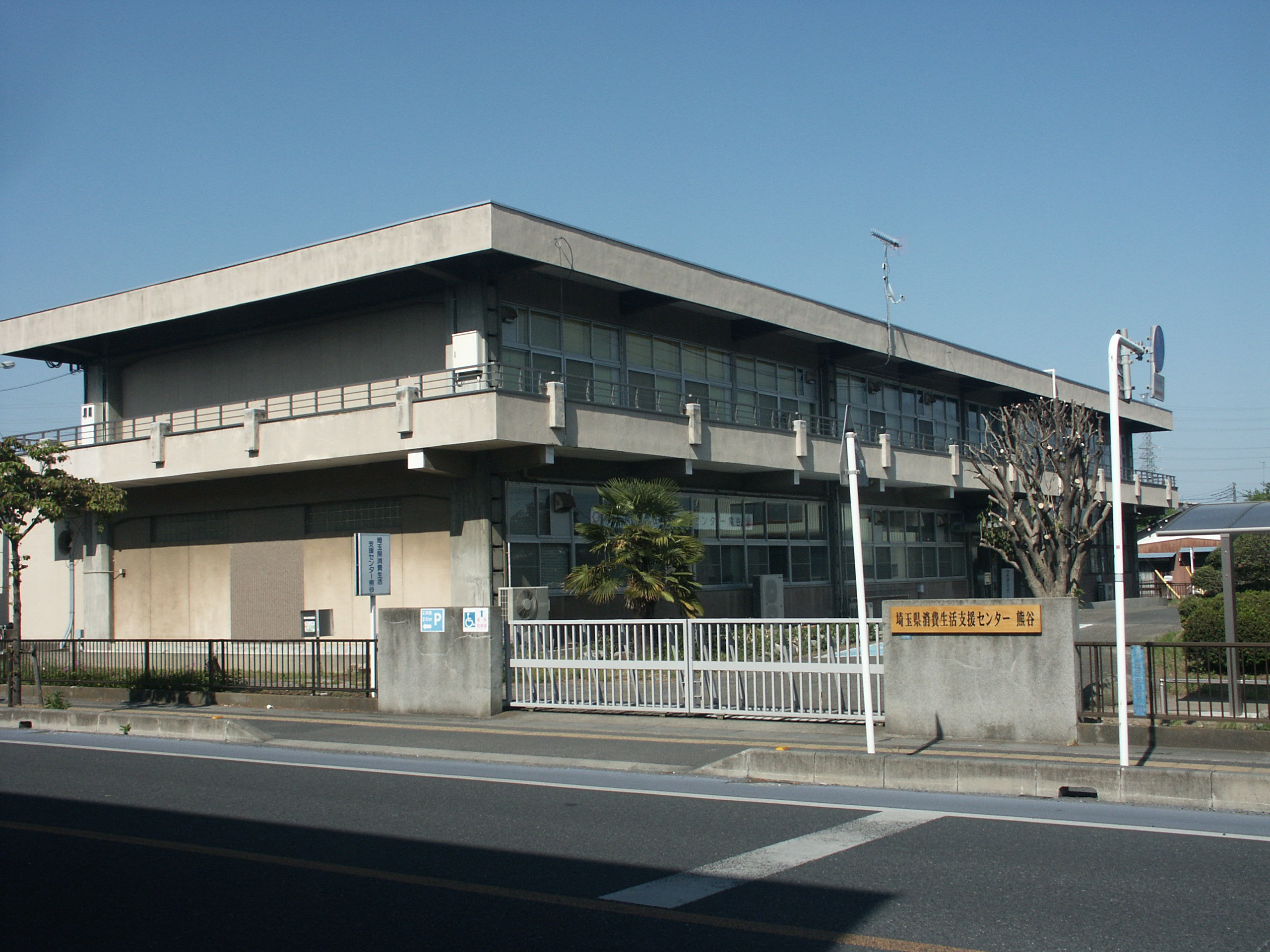
消費生活支援センター熊谷
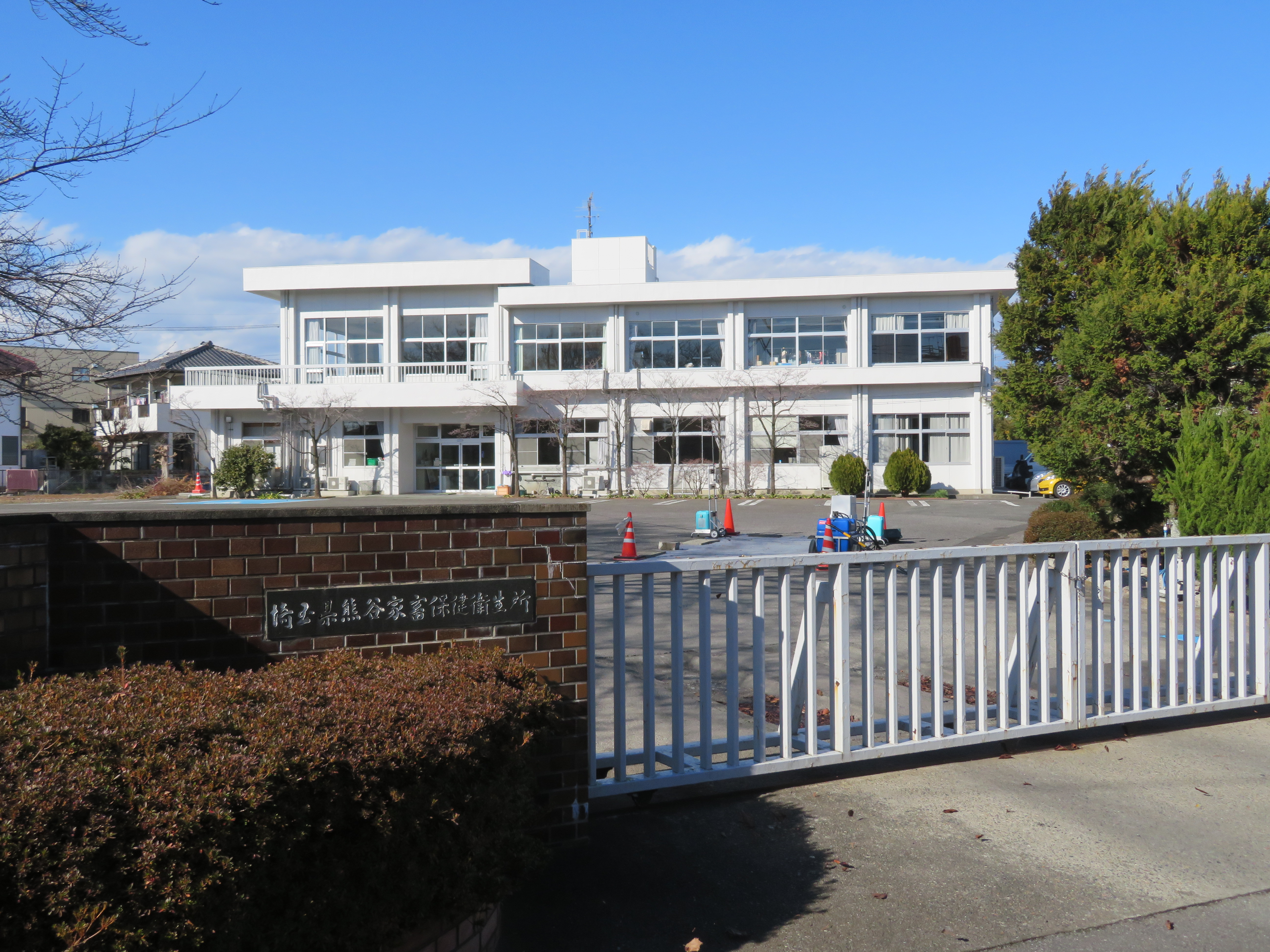
熊谷家畜保健衛生所
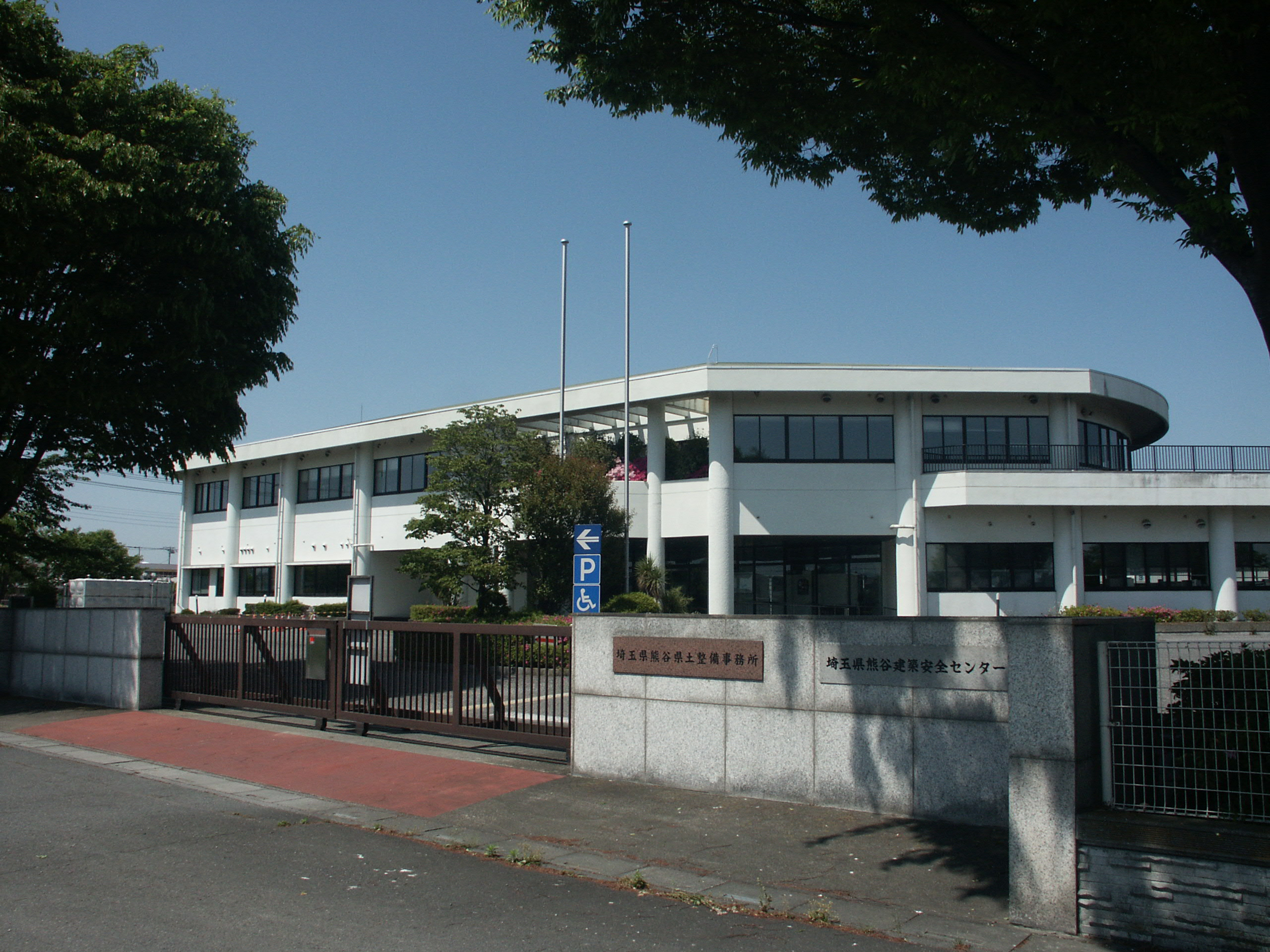
熊谷県土整備事務所・熊谷建築安全センター
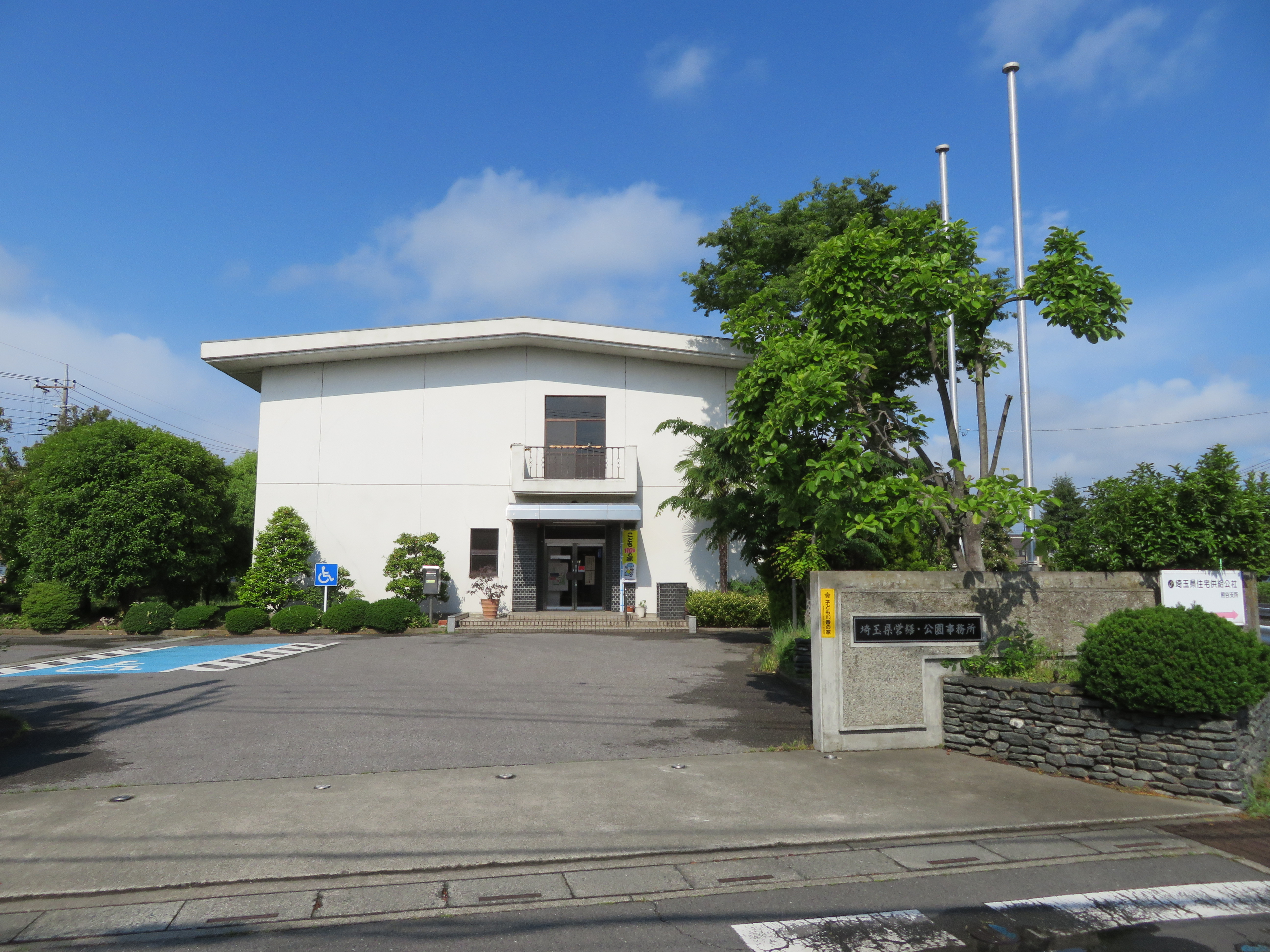
営繕・公園事務所
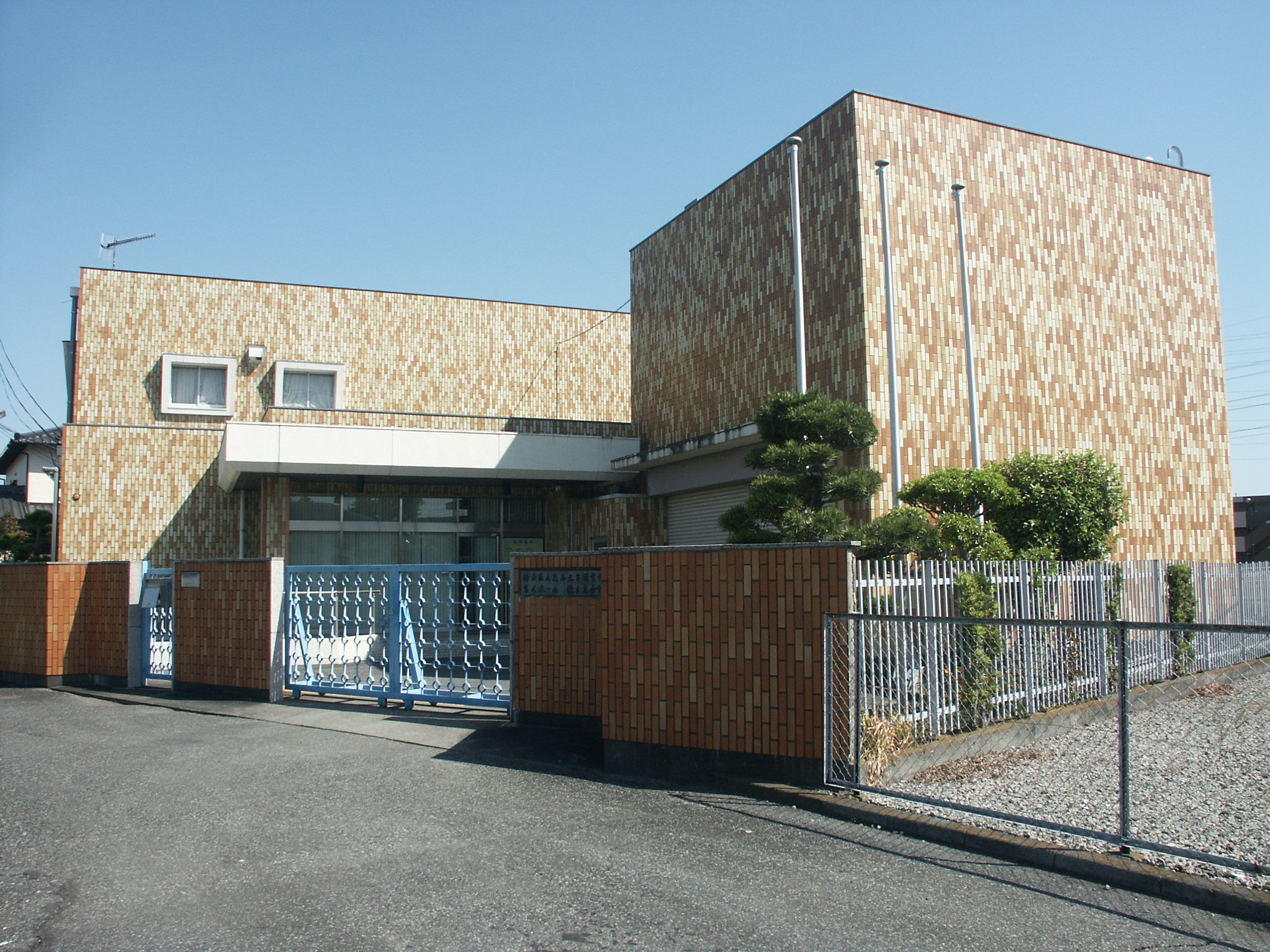
熊谷点字図書館（旧建物）
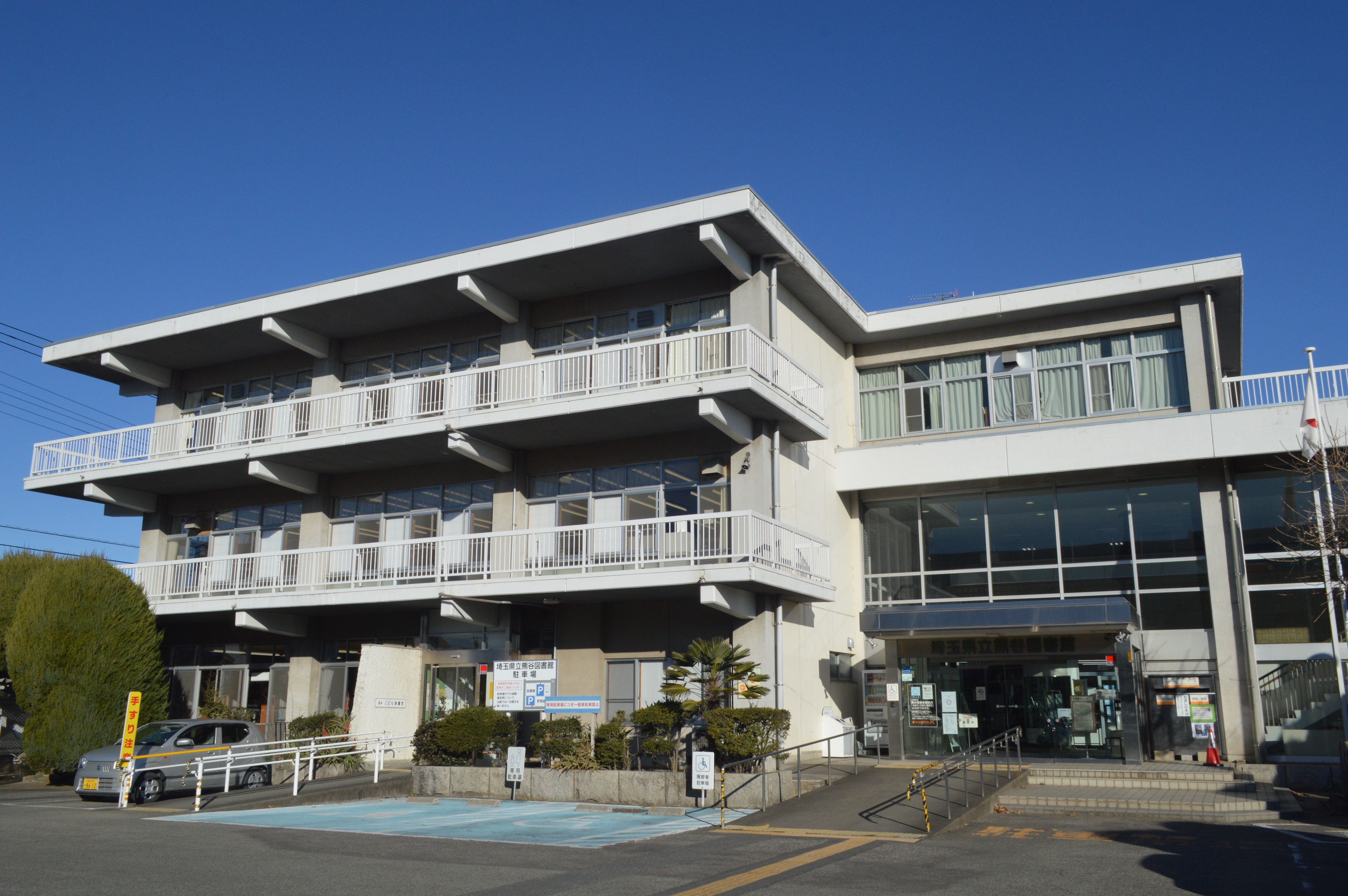
埼玉県立熊谷図書館
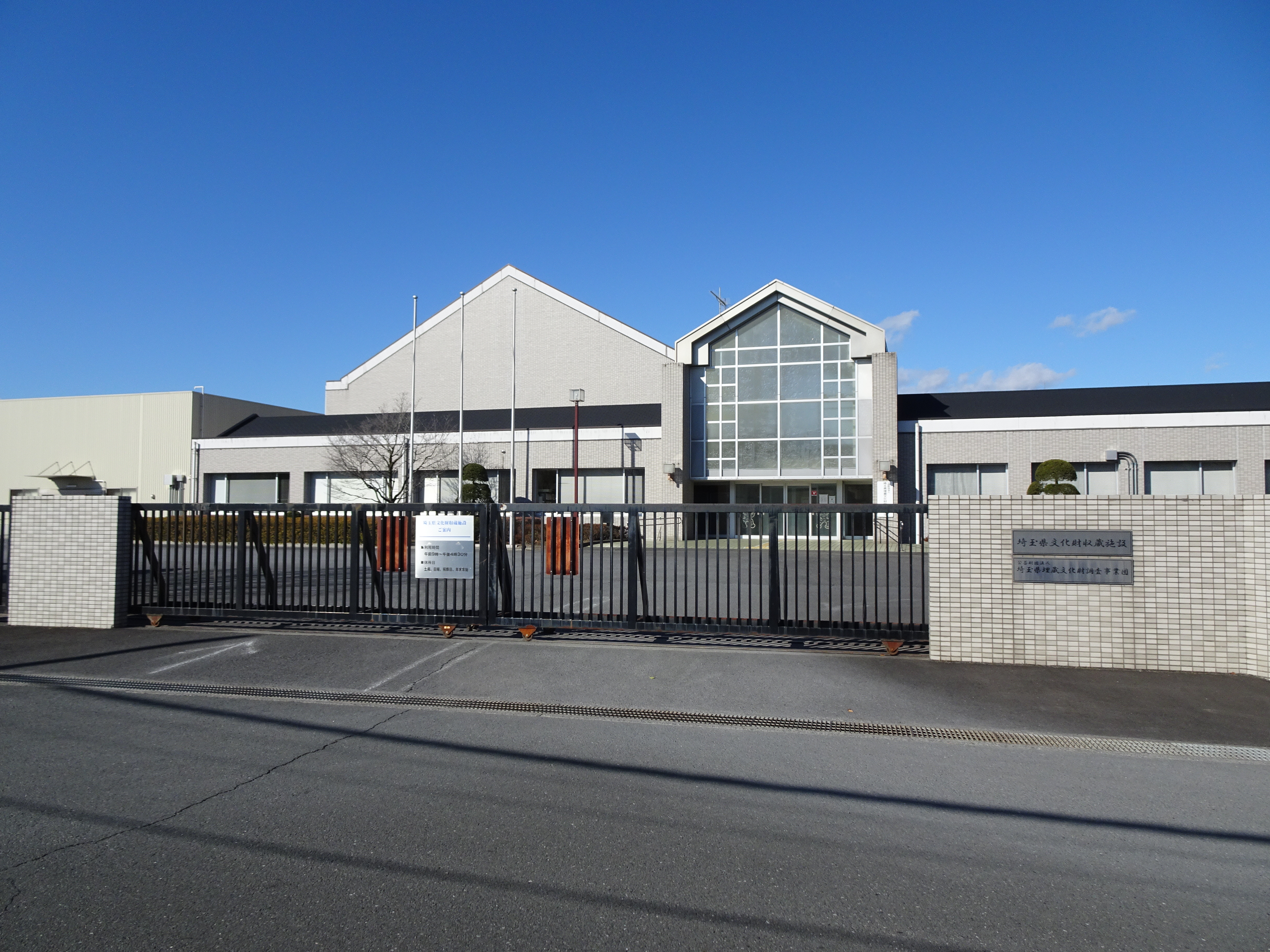
埼玉県埋蔵文化財調査事業団

#### 国の出先機関
国土交通省
- 関東運輸局埼玉運輸支局熊谷自動車検査登録事務所
- 関東地方整備局荒川上流河川事務所熊谷出張所
- 関東地方整備局大宮国道事務所熊谷国道出張所
- 気象庁熊谷地方気象台（東京管区気象台管轄）

厚生労働省
- ハローワーク熊谷（公共職業安定所）
- 熊谷労働基準監督署

法務省
- さいたま地方検察庁熊谷支部
  - 熊谷区検察庁
- さいたま地方法務局熊谷支局
  - 熊谷公証役場
- 川越少年刑務所熊谷拘置支所

財務省（国税庁関東信越国税局）
- 熊谷税務署

防衛省
- 航空自衛隊熊谷基地
- 自衛隊埼玉地方協力本部熊谷地域事務所

#### 国が所管する機関
- 日本年金機構熊谷年金事務所
- 独立行政法人自動車技術総合機構  交通安全環境研究所  自動車試験場

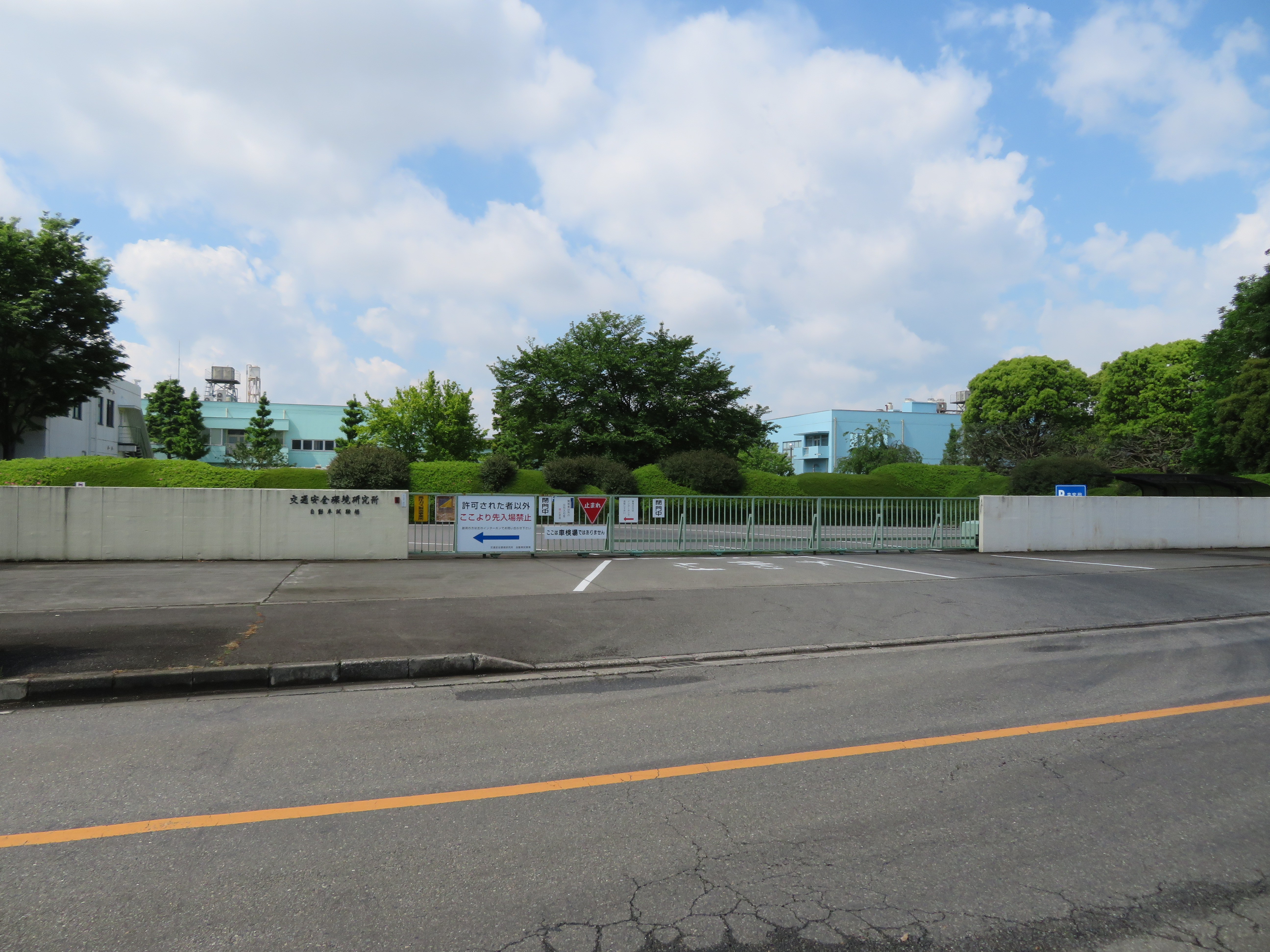
交通安全環境研究所自動車試験場
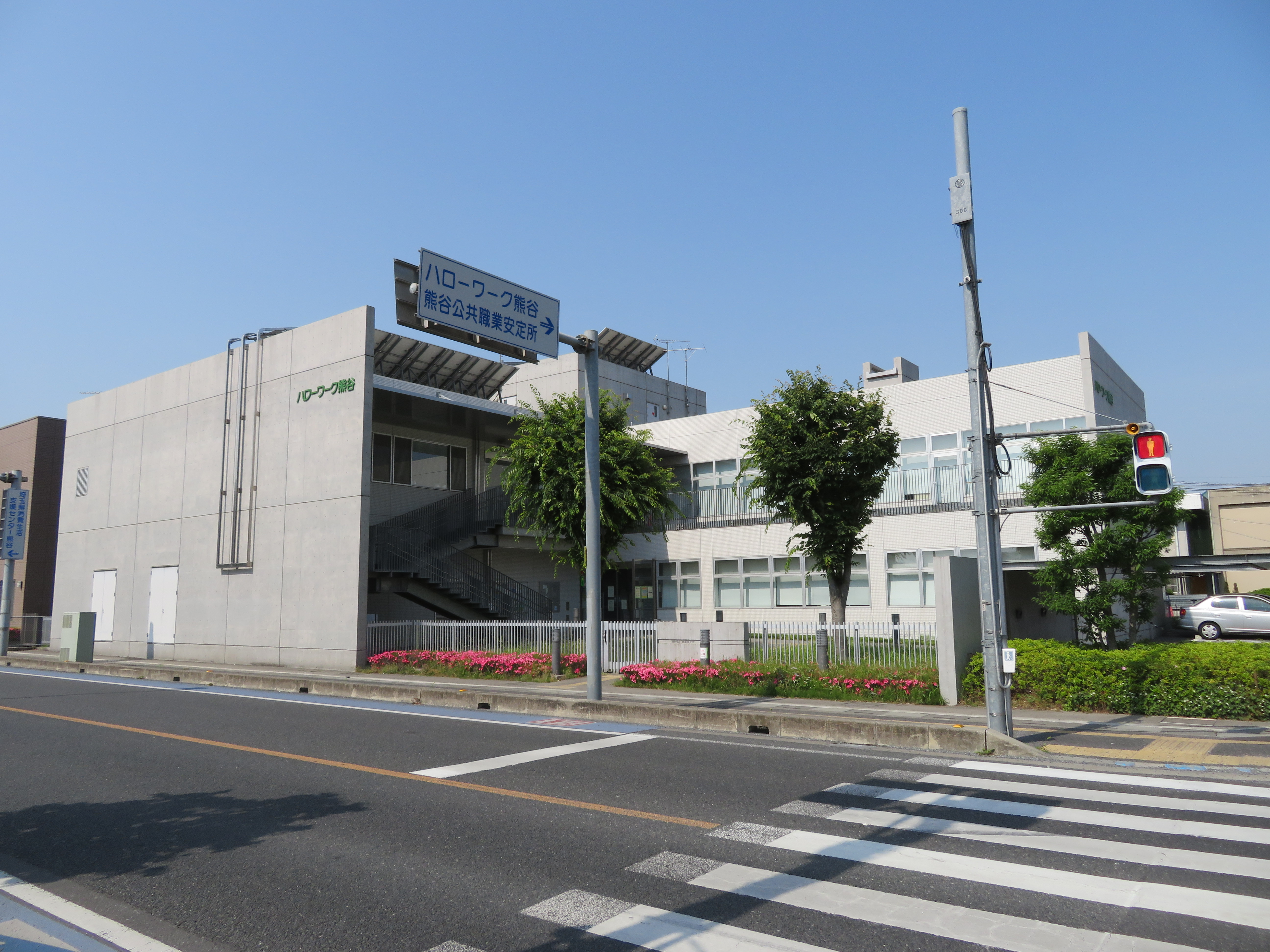
熊谷公共職業安定所
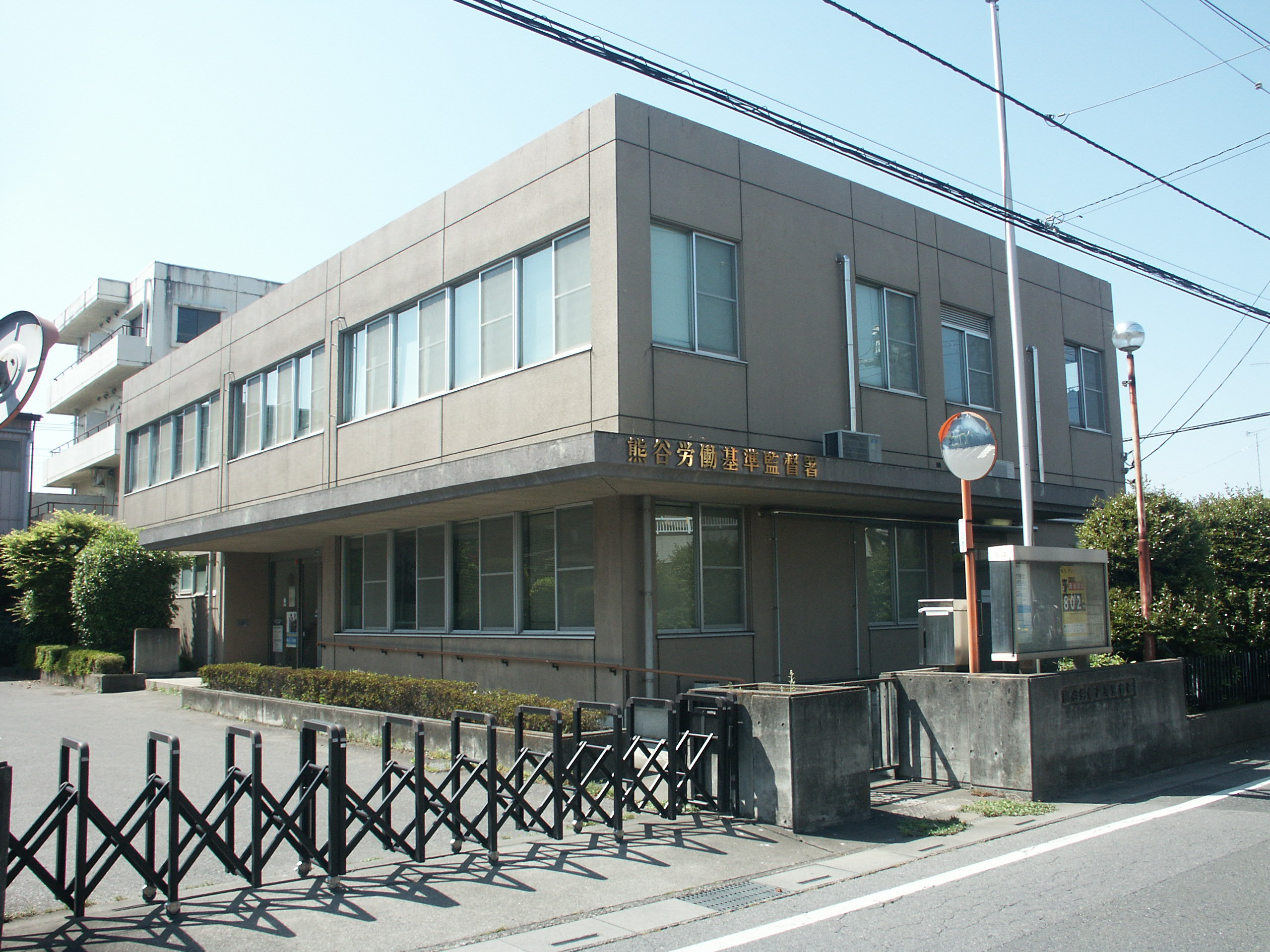
熊谷労働基準監督署
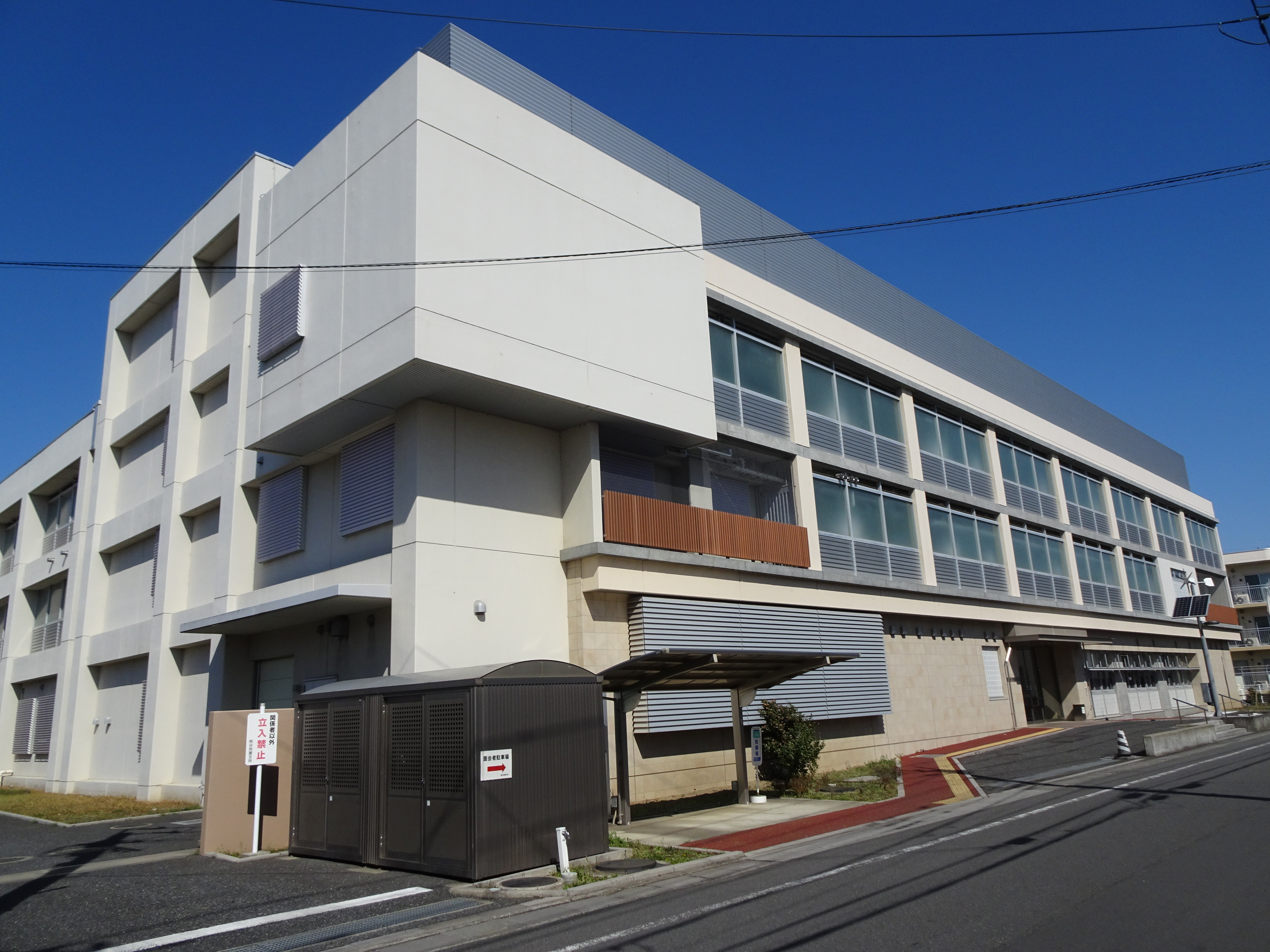
熊谷拘置支所

#### 裁判所
- さいたま地方裁判所熊谷支部
- さいたま家庭裁判所熊谷支部
- 熊谷簡易裁判所
- 熊谷検察審査会

#### その他主要公共施設
- JAくまがや
  - カントリーエレベーター
  - 第2カントリーエレベーター
- ソシオ熊谷（熊谷流通センター）
- 地方卸売市場熊谷青果市場
- 地方卸売市場妻沼青果市場
- 地方卸売市場熊谷花市場
- 大里広域市町村圏組合
- 大里広域熊谷衛生センター（ごみ焼却系清掃工場）
- 大里広域江南衛生センター（ごみ焼却系清掃工場）
- 大里広域クリーンセンター（リサイクル系清掃工場）

#### 埼玉県登録 病院・救急診療所
- 熊谷総合病院
- 西熊谷病院
- 熊谷外科病院
- 藤間病院
- 埼玉慈恵病院
- 熊谷生協病院
- 籠原病院
- 熊谷福島病院
- 関東脳神経外科病院
- 福祉医療センター 太陽の園
- 埼玉県立循環器・ 呼吸器病センター
- 埼玉江南病院

#### 民間公共事業者支店等
- 日本郵政グループ
  - 熊谷郵便局
  - ゆうちょ銀行 熊谷店
- 東京電力 埼玉支店 熊谷支社
- 東京ガス 埼玉支店 熊谷支社
- NTTグループ
  - 東日本電信電話（NTT東日本。埼玉支店・NTT東日本-関信越）
    - 熊谷末広ビル（熊谷末広局）
    - 熊谷本町ビル（元 熊谷営業支店）
    - 設備部 アクセスサービス部門 北メンテナンスセンタ 熊谷担当

  - NTTドコモ
    - ドコモショップ熊谷店
    - ドコモショップ熊谷駅店
- KDDI au
  - auショップ熊谷
  - auショップ熊谷西
- ソフトバンク
  - ソフトバンク熊谷
  - ソフトバンク熊谷中央
- 東日本旅客鉄道（JR東日本。高崎支社）
  - 熊谷保線技術センター
  - 高崎車両センター籠原派出
  - 籠原運輸区
  - 駅ビル（アトレ／高崎ターミナルビル）
    - アズ熊谷
    - イーサイト籠原
- 日本貨物鉄道（JR貨物。関東支社） 高崎機関区熊谷ターミナル派出
- 秩父鉄道 広瀬川原車両基地（熊谷工場）
- 秩父鉄道観光バス 本社営業所
- 国際十王交通 熊谷営業所

## 交通

### 鉄道

熊谷駅北口

中心となる駅：熊谷駅
東日本旅客鉄道（JR東日本）
 上越新幹線・北陸新幹線
- - 熊谷駅 -

 高崎線・■上野東京ライン・ 湘南新宿ライン
- - 熊谷駅 - 籠原駅 -

ほか、高崎線熊谷駅の隣駅である行田駅（行田市）が久下地区と接している。
上野駅発着列車のほか高崎駅・籠原駅方面から新宿駅あるいは上野駅・東京駅を経由して東海道本線平塚駅・小田原駅・熱海駅方面へ直通する列車である愛称「湘南新宿ライン」及び「上野東京ライン」も運行されている。データイムは、概ね合計5本、それぞれ2本(湘南新宿、内1本特別快速)・3本(上野東京)の割合での運行となっている。
日本貨物鉄道（JR貨物）
高崎線（第二種鉄道事業者）
- 熊谷貨物ターミナル駅（貨物専門非旅客駅）

秩父鉄道
■秩父本線
- - ソシオ流通センター駅 - 熊谷駅 - 上熊谷駅 - 石原駅 - ひろせ野鳥の森駅 - 大麻生駅 -

- 三ヶ尻線（貨物専門非旅客路線）
  - 三ヶ尻駅（貨物専門非旅客駅）
- 埼玉県庁（浦和駅）へのアクセス：籠原駅・熊谷駅から高崎線（上野東京ライン・湘南新宿ライン含む）で約50分（快速・特急では約40分）。

### バス
市内には、バスターミナルと呼ばれる施設は設けられていないが、市内を走る大多数のバス路線が、熊谷駅北口・南口ロータリー（タクシー・一般と共用）を発着しており、鉄道同様、バスにおいても熊谷駅が中心となる地と言える。
一般の路線バスは、かつては東武鉄道の東武バスが市内外各地へ多数の路線を運行していた（参考：東武バス熊谷営業所）。その後埼玉北部・群馬県などの通称両毛デルタ地帯で進行したモータリゼーションの影響を強く受けて多くが廃止されたが、当市は埼玉北部地域の中核都市として発展してきたこともあり、周辺市町と比べれば残った路線が比較的多く、現在はグループ会社の国際十王交通と朝日自動車が熊谷駅発着路線を承継して運行を続けており、他の地域を市のコミュニティバスで補完している。また、秩父鉄道が路線バスを営業していた時代もあった（参考：秩父鉄道が運行していた路線バス）。
当地においても2024年問題による影響が出ており、熊谷市周辺を運行する主力事業者の国際十王交通が運転士不足による減便を発表している。

#### コミュニティバス
- 熊谷市コミュニティバス「ゆうゆうバス」
  - 協同バス担当 さくら号・グライダー号・ムサシトミヨ号・グライダーワゴン・くまぴあ号
  - 北斗交通担当 ひまわり号
  - 国際十王交通担当 ほたる号・直実号
- 行田市内循環バス
  - 朝日自動車担当 西循環（ソシオ流通センター駅に乗り入れ）

#### 一般路線バス
- 国際十王交通（詳細）
  - 熊谷駅北口（正面口）発
    - 上恩田・冑山方面 東松山駅（東松山市）※ 2024年9月24日より、川越観光自動車と共同運行[59]
    - 江南方面 循環器呼吸器病センター・小川町駅（小川町）
    - 石原方面 新島車庫、石原・玉井方面 籠原駅
    - 箱田車庫、肥塚方面 熊谷スポーツ文化公園（ラグビー場）・くまがやドーム、肥塚・中条・北河原（行田市）方面 葛和田
    - 上之・成田・陸上競技場方面 犬塚（行田市南河原）

  - 熊谷駅南口発 吉岡方面 立正大学熊谷キャンパス、吉岡・森林公園方面 森林公園駅（滑川町）
- 朝日自動車（詳細）
  - 熊谷駅北口発
    - 円光・柿沼・奈良方面 妻沼・妻沼聖天前・太田駅（群馬県太田市）・西小泉駅（群馬県大泉町）
    - 石原・妻沼西部工業団地（平日一部）・妻沼行政センター方面 妻沼
- 深谷観光バス
  - 籠原駅南口 - 自衛隊方面 東都大学（深谷市）・深谷日赤（深谷市）
  - 籠原駅北口 - 深谷日赤（深谷市）・深谷駅北口（深谷市）
- 花園観光バス
  - ふかや花園プレミアム・アウトレット（深谷市） - 江南方面 - 森林公園駅（滑川町） ※ 2023年10月23日より当市内江南エリアに停留所設置

#### 高速路線バス
- 国際十王交通・東京空港交通
  - 籠原駅南口・熊谷駅南口発 羽田空港行きリムジンバス「熊谷 - 羽田空港線」
- 秩父鉄道観光バス（JRバス関東アライアンス）
  - 熊谷駅南口発 伊香保温泉・草津温泉行き「ゆめぐり埼玉号」（2024年1月20日運行開始）[60]

#### 観光バス事業者
- 秩父鉄道観光バス
- 石田観光バス
- 熊谷観光バス
- 全友観光バス
- 大樹観光バス
- ビーエム観光
- 北斗交通
- 武蔵野交通 熊谷事業所

### タクシー
タクシーの営業区域は県北交通圏に含まれる。ここでは、市内に営業所を構えるタクシー事業者を掲載する。
- 熊谷構内タクシー
- 中央タクシー
- 七福タクシー
- かごはらタクシー（篭原タクシー）
- ミツワタクシー篭原営業所（ミツワ交通）
- 大沼公園タクシー（井上商会）

### 道路
高速自動車国道
市内に高速道路は通っていないが、当市を取り囲むように周辺市町を関越自動車道・東北自動車道・首都圏中央連絡自動車道・北関東自動車道が通っており、それぞれのインターチェンジからは国道等の一般道による当市への接続ルートが形成されている。
そのうち、熊谷市・熊谷市観光協会では、以下4つのインターチェンジからのアクセスを案内している。
- 関越自動車道東松山IC（東松山市）
下り本線上の出口案内標識に『東松山 熊谷』と表記され、熊谷東松山道路が直結。
- 関越自動車道花園IC（深谷市）
上り本線上の出口案内標識に『花園 熊谷 深谷』と表記され、国道140号バイパスが接続。
- 関越自動車道嵐山小川IC（嵐山町）
接続する県道11号熊谷小川秩父線バイパスから県道69号深谷嵐山線・11号現道を経由。
- 東北自動車道羽生IC（羽生市）
接続する県道84号羽生栗橋線から国道125号行田バイパスを経由。

一般国道
- 国道17号
  - 地域高規格道路 熊谷渋川連絡道路
    - 熊谷バイパス
    - 深谷バイパス
    - 上武道路

- 国道125号（行田バイパス）
- 国道140号
  - 国道140号バイパス（正式な通称がない）

- 国道407号
  - 妻沼バイパス（国道407号の一区間の通称）

主要地方道
- 埼玉県道11号熊谷小川秩父線
- 埼玉県道45号本庄妻沼線
- 埼玉県道47号深谷東松山線
- 埼玉県道59号羽生妻沼線
- 埼玉県道75号熊谷児玉線
- 埼玉県道66号行田東松山線
- 埼玉県道81号熊谷寄居線
- 埼玉県道83号熊谷館林線
- 埼玉県道91号熊谷停車場線

一般県道
- 埼玉県道127号深谷飯塚線
- 埼玉県道128号熊谷羽生線
- 埼玉県道130号小江川本田線
- 埼玉県道139号籠原停車場線
- 埼玉県道155号さいたま武蔵丘陵森林公園自転車道線
- 埼玉県道173号ときがわ熊谷線（熊谷東松山道路）
- 埼玉県道178号北河原熊谷線
- 埼玉県道200号石原停車場線
- 埼玉県道257号冑山熊谷線
- 埼玉県道263号弁財深谷線
- 埼玉県道264号原郷熊谷線
- 埼玉県道276号新堀尾島線
- 埼玉県道301号妻沼小島太田線
- 埼玉県道303号弥藤吾行田線
- 埼玉県道307号福田鴻巣線
- 埼玉県道341号太田熊谷線
- 埼玉県道345号小八林久保田下青鳥線
- 埼玉県道357号美土里町新堀線
- 埼玉県道359号葛和田新堀線
- 埼玉県道362号上中条斎条線
- 埼玉県道385号武蔵丘陵森林公園広瀬線（熊谷東松山道路）
- 埼玉県道416号利根川自転車道線

道の駅
- 道の駅めぬま
- ※ 熊谷バイパスと行田バイパスの交点で「道の駅くまがや」（仮称）が事業中。

熊谷市制定道路愛称市道と県道の一部に制定
- 別府中央通り
- 御稜威々原通り
- 宮塚古墳通り
- スポーツ公園通り
- ラグビーロード ← （廃止）さいたま博通り

- 北大通り
- 元荒川通り
- さくら運動公園通り
- 縁結び通り
- 船木台通り
- ほたる坂通り

その他慣習的に使われる道路通称
- 市役所通り
- 星川通り
- 箱田通り
- 駅西通り
- 第二北大通り（第2北大通線）

など

## 名所・旧跡・観光スポット・祭事・催事

### 観光地・施設・祭事
公園

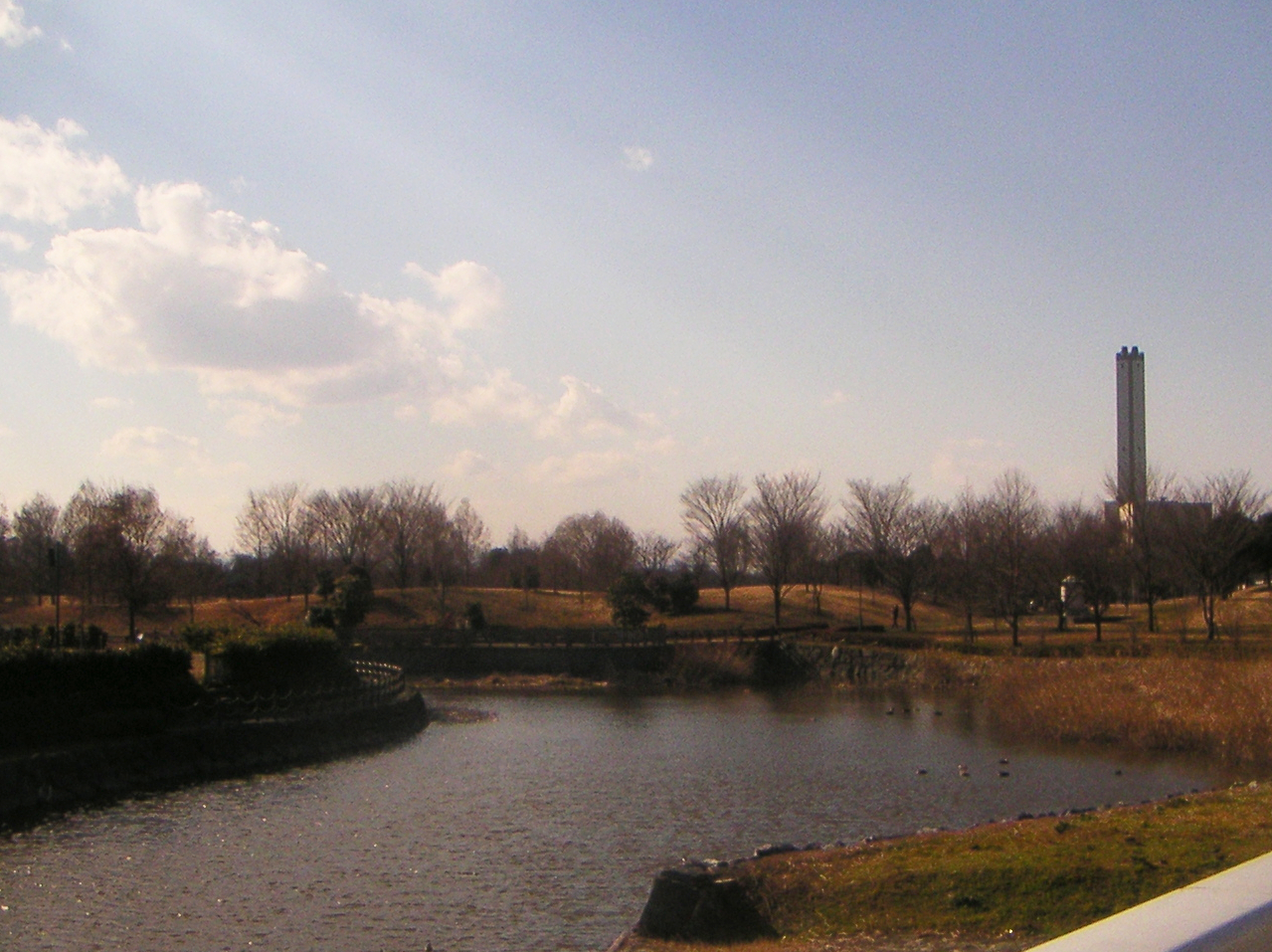
別府沼公園と衛生センター

- 国営武蔵丘陵森林公園（公園北口付近のみ）
- 熊谷スポーツ文化公園
- 中央公園
- 別府沼公園
- 熊谷運動公園
- 妻沼運動公園
- 荒川大麻生公園
- 熊谷荒川緑地
- めぬまアグリパーク（道の駅めぬま内、約300種類・1800株のバラ）

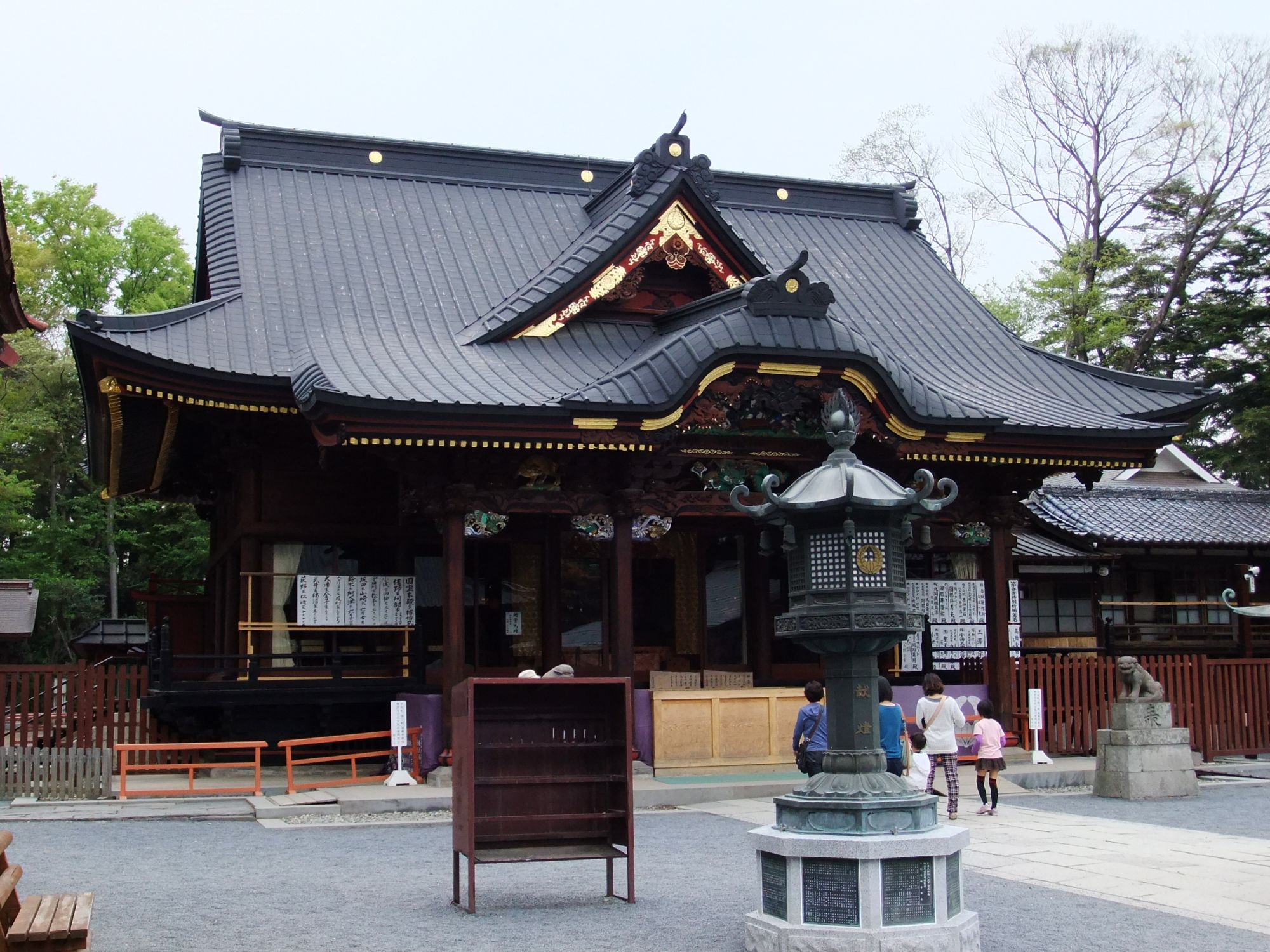
歓喜院の聖天堂

- 利根川総合運動公園
- 妻沼滑空場
- 桜リバーサイドパーク
- 伊勢町ふれあい公園
- 万平公園
- 寿公園
- 外原西公園
- 別府第２公園
- 別府第３公園
- みいずか原公園

温泉
- 四季の湯温泉

名所

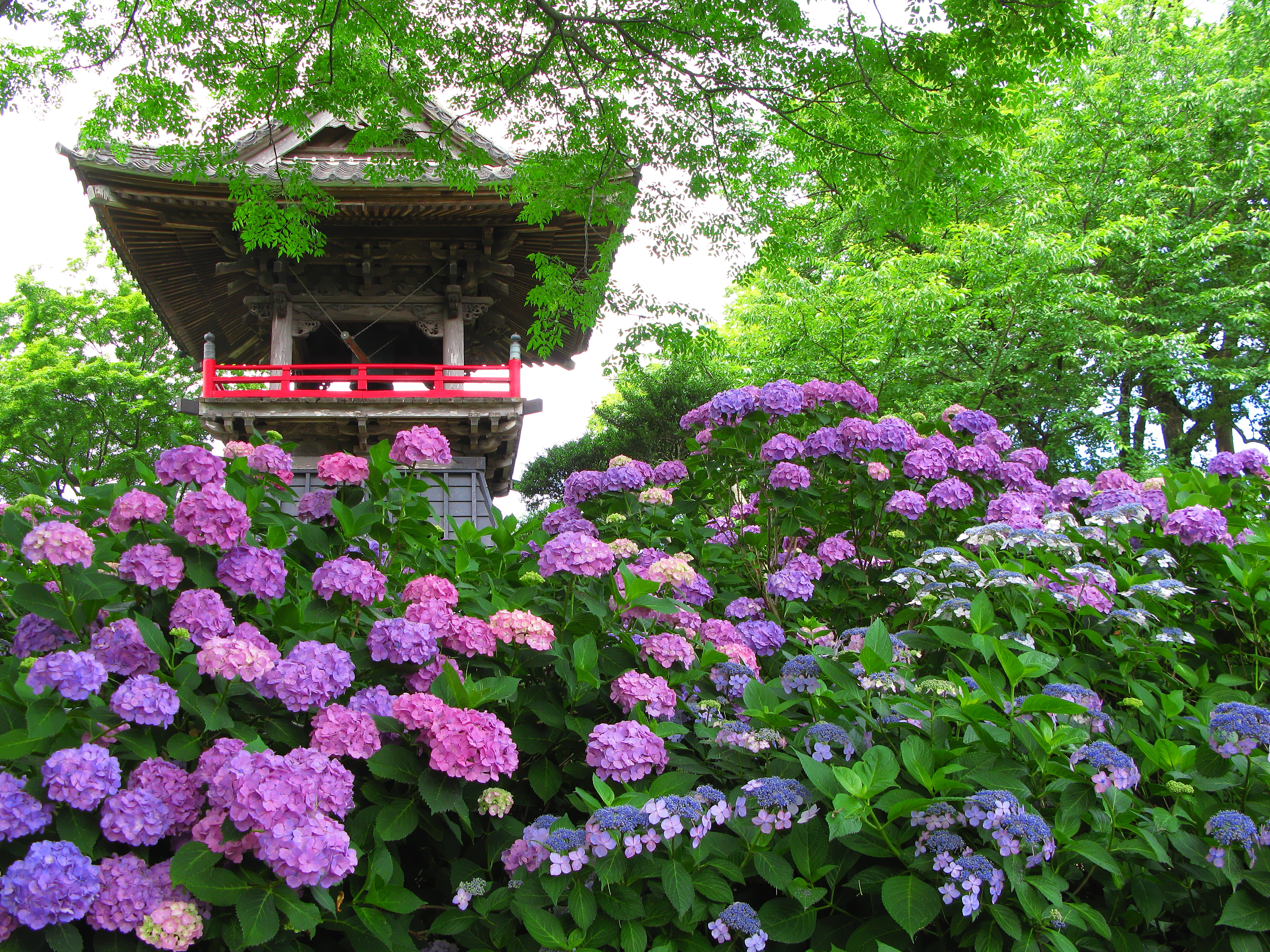
能護寺の鐘楼堂と紫陽花

- 荒川の熊谷桜堤（日本さくら名所100選のひとつ）
- 星溪園
- 熊谷寺（ゆうこくじ）
- あじさい寺（高野山真言宗能満山能護寺）
- 妻沼聖天山 歓喜院（国宝）
- 龍泉寺（日本三大厄除け開運大師の一つ）
- 集福寺（熊谷市最大の寺院）
- 文殊寺（文殊様）
- 石上寺
- 千形神社
- 高城神社
- 重要文化財平山家住宅
- 源宗寺
- 片倉シルク記念館
- 熊谷市立荻野吟子記念館
- 長島記念館

### 文化財
史跡
| 塩古墳群第一支群2号墳。後方部から前方部を望む |  | とうかん山古墳。 |
| 塩古墳群第一支群2号墳。後方部から前方部を望む |  | とうかん山古墳。 |

- 幡羅官衙遺跡群（西別府遺跡・西別府祭祀遺跡）
- 西別府廃寺跡
- 宮塚古墳
- 別府氏墓
- 別府城跡
- 中条氏館跡※常光院に所在
- 塩古墳群
- とうかん山古墳
- 甲山古墳

天然記念物
- 元荒川ムサシトミヨ生息地

旧跡
- 秩父道志るべ
- 吉田市右衛門墓 ※集福寺に所在
- 根岸友山墓
- 奥原晴湖墓 ※竜渕寺に所在
- 忍領石標

県選定重要遺跡
- 横山塚古墳
- 三ヶ尻遺跡
- 西別府祭祀遺跡
- 瀬戸山古墳群
- 宮塚古墳群
- 飯塚遺跡
- 権現坂埴輪窯跡
- 高根横穴群
- 野原古墳群

### 祭事・催事
- 籠原夏祭（毎年7月19日、20日）
- 熊谷うちわ祭（毎年7月20日-22日、関東最大の祇園祭） - 熊谷市指定無形民俗文化財（熊谷八坂神社祭礼行事として[64]）
- めぬま祭り（毎年8月上旬）
- 熊谷花火大会（毎年8月中旬）
- 熊谷さくら祭（毎年4月上旬頃、桜の開花状況による。荒川の熊谷桜堤は日本さくら名所100選に選ばれている）
- 熊谷さくらマラソン大会（毎年3月下旬）
- 熊谷えびす大商業祭（毎年11月上旬、「熊谷えびす祭」とも呼ばれる）
  - オ・ドーレなおざね（熊谷えびす大商業祭内、ダンスイベント、2002年より）
- 熊谷市産業祭（毎年11月中旬）
- 全国高等学校選抜ラグビーフットボール大会（毎年4月上旬）
- 聖天山春季大祭 / 秋季例大祭（4月18-19日 / 10月18-19日）
- 胎内くぐり（毎年6月30日）
- とうろう流し（毎年8月16日）
- 文殊寺大縁日（毎年2月25日）
- 選抜高校女子サッカー大会「めぬまカップ」（毎年3月下旬）
- 今井の廻り地蔵（毎年1月と8月） - 熊谷市指定無形民俗文化財[65]）

### 名物・特産
- 五家宝 - 菓子。埼玉三大銘菓の1つと評される。2021年度文化庁の『100年フード』「伝統の100年フード部門 ～江戸時代から続く郷土の料理～」に認定[66]。
- ミニくま - ミニ野菜。JAくまがやによって商標登録済み。
- 雪くま - 地元の水を凍らせた氷を使って地元で作ったかき氷。特定の条件をクリアしたオリジナルかき氷を作り上げると、市から認定される。2007年現在16店舗。
- いなり寿司 - 普通のいなり寿司を縦に複数繋げたような長さが特徴の妻沼地区のいなり寿司（聖天寿司）。2022年度文化庁『100年フード』「伝統の100年フード部門 ～江戸時代から続く郷土の料理～」に認定[66]
- フライ - 隣の行田市で有名だが、熊谷市でも古くからの名物料理である。
- 地酒（直実など）
- 炭酸まんじゅう（大里地区）
- 熊谷染 - 近年では衰退の傾向にある。
- 熊谷うどん（武蔵野うどん）
- 小麦 - 県内第1位、米との二毛作で作っていることが多い。
- ねぎ - 隣の深谷市における「深谷ねぎ」が有名であるが、当市内でも妻沼地区を中心として、同一品種を多く生産している。以前は当市産のねぎも「深谷ねぎ」として市場流通していたが、深谷市が「深谷ねぎ」を深谷市内限定の地域ブランドとして認定させたことで出荷を禁止させられたことから、新たに「妻沼ねぎ」と命名して現在市場に出している[67]。
- ニンジン - 県内第1位。
- 熊谷笠（クマガイガサ） - 虚無僧や武士、医師が被ったとされる編み笠の一種だが、現在市内では製造されていない。

## 名誉市民・大使
熊谷市名誉市民
2023年6月現在で、故人を含む33名を認定（歴代市長など行政・政治関係の人物が大多数を占めるが、例外的に俳人の金子兜太も没後認定されている）。
熊谷市親善大使
2011年4月1日付で出身・ゆかりがありかつ現在市内に居住していない著名人に対して、親善大使を任命し、熊谷市の魅力をPRしてもらう。3年間の任期とされていたが、2024年現在も親善大使として扱われている。また、初回任命時以降、故人となった人物も含め、増減はない。
- 相島一之（俳優）
- 古賀淳也（競泳選手）
- SHIORI（フードコーディネーター）
- ブラザートム（ミュージシャン）
- 森村誠一（小説家）

くまがや応援大使
ソーシャルメディアを活用し、くまがや応援隊として、熊谷の魅力を発信してもらう。
- くまがや文化芸術応援大使：原田勇雅（声楽家）
- くまがや産業応援大使：坂井孝行（地元実業家）
- くまがや食応援大使：牧野悦子（野菜ソムリエ）
- くまがやスポーツ応援大使：野部七海（スポーツクライミング選手）
- くまがや歴史応援大使：れきしクン（歴史ナビゲーター）

## 著名な出身者

### 歴史上の人物
- 東家楽遊 (浪曲師)
- 荻野吟子（近代日本最初の公認女性医師）
- 熊谷直実（平敦盛を討った源氏方の武将）
- 根岸友山（幕末の剣客）
- 秋山要助（幕末の剣客）
- 大川平兵衛 (幕末の剣客)
- 斎藤実盛（平安末期の武将）
- 平良文 (平安中期の武将)
- 奈良高家 (鎌倉時代の武将)
- 権田愛三（麦王（麦翁）明治から大正時代にかけて麦の増産の研究に取り組み、麦踏み、二毛作などを全国に広めた人物）
- 本因坊丈和 (江戸時代の棋士)

### 研究者
- 新井正男（中央大学名誉教授）
- 川野辺敏 (星槎大学教授)
- 小池敬事 (初代千葉大学学長、新潟大学学長)
- 鈴木朝英（市立名寄短期大学元学長）
- 安良岡康作（国文学者東京学芸大学名誉教授）
- 小林圭二 (京都大学講師)
- 小林道彦 (北九州市立大学名誉教授)
- 駒田泰土（知的財産法学者、上智大学法科大学院兼任准教授）
- 高柳賢三 (東京大学名誉教授)
- 高橋修 (茨城大学教授)
- 中澤渉 (立教大学教授)
- 三友國五郎 (鹿児島大学教授、吉野ヶ里遺跡発見者)
- 村田安穂 (早稲田大学名誉教授)
- 茂木貞純 (國學院大学教授)
- 山村秀夫 (東京大学名誉教授)

### 文芸
- 森村誠一（小説家） ※ 熊谷市親善大使
- 青山七恵（小説家、2007年芥川賞受賞）
- 斎藤三郎 (洋画家)
- 桜井晴也 (小説家)
- 里見明正 (洋画家)
- 魲万里絵 (画家)
- 多田夏雄 (画家)
- 鶴間政行（放送作家）
- 深町賢一 (ソフトウェア作家)
- 森田恒友（洋画家）
- 倉光泰子（脚本家）
- 初代若松若太夫 (説経節)

### 漫画家
- 五十嵐大介
- いしかわえみ
- まんきつ
- 森沢としお

### スポーツ
- 小林源吉（元競輪選手、日本競輪史上初の賞金王）
- 篠塚公史 (ラグビー選手)
- 堀越正巳（元ラグビー日本代表選手、立正大学ラグビー部監督）
- ダンプ松本（女子プロレス選手・タレント）
- 荻原隆（元プロ野球選手）
- 小野寺力（元プロ野球選手）
- 進藤実（元プロ野球選手）
- 君波隆祥（元プロ野球選手）
- 坂田怜 (プロ野球選手)
- 関口伊織（元プロ野球選手）
- 関口正巳 (元プロ野球選手)
- 橋本敬司 (元プロ野球選手)
- 原口哲也（元プロ野球選手）
- 新井純平 (プロサッカー選手)
- 山岸範宏（元プロサッカー選手）
- 原口元気（プロサッカー選手）
- 廣瀬智靖（元プロサッカー選手）
- 掛川誠（元プロサッカー選手）
- 笠原昂史 (プロサッカー選手)
- 加藤智陽 (プロサッカー選手)
- 加藤陸次樹 (プロサッカー選手)
- 新井翔太（元プロサッカー選手）
- 須藤直輝 (プロサッカー選手)
- 松浦昇汰 (プロサッカー選手)
- 吉田舜（プロサッカー選手）
- 鈴木洋美（フリー、プロビーチバレー選手）
- 安田衣里 (プロビーチバレー選手)
- 木村翔（プロボクサー・世界ボクシング機構WBOフライ級王者）
- 三澤照夫（プロボクサー）
- 須賀寿江（女子プロボクサー）
- 柿沼謙太 (元プロレスラー)
- 森藤美樹 (元総合格闘家)
- 熊翁博 (力士)
- 栃富士勝健（力士）
- 大島めぐみ（女子陸上競技長距離走・マラソン選手・指導者）
- 古賀淳也（競泳選手） ※ 熊谷市親善大使
- 大塚美優（競泳選手）
- 関口聡史（バスケットボール選手）
- 新井和響（フードファイター）
- 生駒佳与子（女子ゴルファー)
- 沼尻大輝 (ラグビー選手)
- 茂木隼人 (ラグビー選手)
- 山沢拓也（ラグビー選手）
- 山沢京平（ラグビー選手）
- 吉澤太一 (ラグビー選手)
- 小川忠太郎 (剣道家)

### 芸能人
- 相島一之  （俳優）※ 熊谷市親善大使
- 青木和彦 (俳優)
- 飯田和孝 (ドラマプロデューサー)
- 依田哲哉 (俳優)
- 市川治 (声優)
- 大空遊平・かほり (お笑いコンビ)
- 小田学 (映画監督)
- 牧口昌代    (元女優)
- 原田勇雅（声楽家）
- えもりえりこ (声優)
- 江守沙矢 (女優)
- 江森浩子（声優）
- 秋本理央（元アイドル・声優）
- 高橋和実 (エフエム群馬パーソナリティ)
- とまこ (ドローンアーティスト)
- 加藤幸子（モデル）
- 宇月颯 （元宝塚歌劇団月組男役）
- 横塚美穂 （料理家）
- 岩下有希（モデル）
- 秋山優（タレント）
- 西田夏（元タレント）
- 岡田史織（フードコーディネーター） ※ 熊谷市親善大使
- 藍川りの（タレント・イラストレーター）
- 高橋胡桃（アイドリング!!!27号）
- 関山藍果（歌手）
- 加藤翼（子役）
- 朝倉美沙（歌手）
- 長谷川ヨシテル（お笑い芸人、あかいらか）
- 長澤茉里奈（グラビアアイドル）
- 新井萌花(グラビアアイドル)
- 小林由依（櫻坂46）
- 清宮レイ（元乃木坂46）
- 中原幸子（スタイリスト）
- 光月るう (宝塚歌劇団)
- 小林麗菜 (グラビアアイドル)
- 桑山元 (俳優)
- 渡邉勝馬 (劇団四季)

### 政治家・官僚
- 綾川武治 (衆議院議員)
- 天田勝正 (参議院議員)
- 飯嶋康弘 (航空局次長)
- 石坂養平 (衆議院議員)
- 井田友平 (衆議院議員)
- 上原榮一 (元桶川市長)
- 萩原彦三 (拓務次官)
- 金井貢 (衆議院議員)
- 神山敬次 (国土交通大学校長)
- 鴨田利太郎 (衆議院議員)
- 小島敏男 (文部科学副大臣)
- 小山三郎 (土木技術者)
- 清水精三郎 (外交官)
- 田並胤明 (衆議院議員)
- 根岸武香（貴族院議員）
- 長谷川憲正（参議院議員）
- 長谷川宗治 (衆議院議員)
- 堀口定義 (官僚)
- 増田敏男 (法務副大臣、厚生労働副大臣)
- 松崎朝治 (衆議院議員)
- 松崎健吉 (造幣庁長官)
- 松本真平（貴族院議員、衆議院議員、日東製粉社長）
- 宮本嘉楽 (衆議院議員)
- 森田俊和 (衆議院議員)
- 山田福三郎 (政治家)

### 実業家
- 新井章治 (東京電力会長)
- 石坂敬一 (ワーナーミュージックジャパン元社長)
- 石坂禄郎 (実業家、銀行家)
- 今村源三郎 (偕成社創業者)
- 大谷義武 (武蔵コーポレーション代表取締役)
- 園部宗徳 (実業家)
- 高橋将一 (実業家、YouTuberヒカルのマネージャー)
- 並木良輔（パイロット創業者）
- 宮地豊 (実業家)
- 相馬和夫（元ヤクルトスワローズ球団社長、元ヤクルト本社取締役）
- 白根誠（蒙古タンメン中本社長）
- 萩原津年武 (トマホーク社長)
- 原正人 (アスミック・エース創業者)
- 松本平蔵 (日東製粉初代社長)

### 音楽
- 舐達麻（ラッパー）
- 新井洋平（ベーシスト、作曲家）
- 杉田裕（JAYWALK、キーボード）
- 寺田正美（スターダストレビュー、ドラマー）
- 林紀勝（スターダストレビュー、パーカッション）
- 加藤ひさし（ザ・コレクターズのリーダー、ボーカル、ギター、作詞・作曲/ロックスター）
- 宮田千春（SUPER BELL"Z、女性ボーカル/おばちゃん担当）
- 宇野元英（NANISAMA?、元マスラヲコミッショナー、ベース）
- 坂本タカノリ（THE STAND UP、ボーカル）
- 太田タケヒロ（THE STAND UP、NANISAMA?、ギター）
- 福島アツシ（THE STAND UP、ベース）
- 塚越ヤスヒロ（THE STAND UP、NANISAMA?、ドラム）
- Hawaiian6
- ZERO（THE MICRO HEAD 4N'S、ベース）
- 手鞠（amber gris、元Ruvie、ボーカル）
- 燕（BugLug、元Ruvie、ベース）
- 一樹（BugLug、元Ruvie、ギター）
- 大熊（WHITEHEAD、元るう゛ぃえ（けいと名義）、ドラム）
- satoshi（DIV、ドラム）
- meN-meN（コドモドラゴン、ベース）
- チャム（コドモドラゴン、ドラム）
- 秋葉正志（ザ・ビートモーターズ、ボーカル、ギター、ハープ担当）
- 鹿野隆広（ザ・ビートモーターズ、ドラム、コーラス担当）
- KLOOZ（ラッパー、ソングライター）

### 報道
- 阿部眞之助 (ジャーナリスト)
- 金子峻 (NHKアナウンサー)
- 増田卓（NHKアナウンサー）
- 佐藤克樹（NHKアナウンサー）
- 金井淳郎（フリーアナウンサー）
- 斎藤勉（ジャーナリスト）
- 佐野幸穂（テレビ金沢アナウンサー）
- 服部優陽（関西テレビアナウンサー）
- 山崎安雄 (評論家)

### その他
- 浅井堂岐 (Mリーガー)
- 新井啓文(プロ雀士)
- 黒沢怜生 (棋士)
- 鈴木芳郎 (医師)
- 須永武義 (陸軍中将)

### 架空のキャラクター
- 増田ジゴロウ (テレビ神奈川に出演していたキャラクター)

### ゆかりある人物
- 弘中又一（教育者） - 夏目漱石の小説「坊っちゃん」の主人公のモデルとなった旧制熊谷中（現・埼玉県立熊谷高等学校）の教員
- 小林秀三（教育者） - 田山花袋の小説「田舎教師」の主人公「林清三」のモデル。旧制熊谷中（現・埼玉県立熊谷高等学校）で弘中又一の生徒だった。
- 杉森久英（作家） - 旧制熊谷中（現・埼玉県立熊谷高等学校）の教師をしたあと、「天才と狂人の間」で直木賞を受賞。ドラマ化された「天皇の料理番」の原作者。
- 宇野信夫（作家） - 近松門左衛門の世話物浄瑠璃「曽根崎心中」の脚色・演出をし、「昭和の黙阿弥」と称された劇作家（歌舞伎・狂言）。熊谷市育ち。
- 石坂泰三（実業家、元経団連会長） - 父・義雄が奈良村出身
- 大塚陸毅（実業家、JR東日本会長） - 埼玉県立熊谷高等学校卒業
- 山本栄一郎（日本初のプロ野球選手） - 1932年（昭和7年）、埼玉県熊谷市に現れ、熊谷スター倶楽部に入団後、全米代表と対戦した後に大日本東京野球倶楽部（1935年（昭和10年）に東京巨人軍へ改称）に入団した。
- ブラザートム（歌手） - 熊谷市育ち[71] ※ 熊谷市親善大使
- 鈴木勝己（縄跳び世界記録保持者）- 熊谷市在住
- 猪原賽（漫画原作者）- 埼玉県立熊谷高等学校卒業、熊谷市を舞台にした漫画『くまがヤン』の原作を担当。
- ネロ（MERRY、ドラム） - 熊谷市育ち[要出典]
- takao（Fo'xTails、ボーカル） - 熊谷市育ち[72]
- カズレーザー（芸人） - 埼玉県立熊谷高等学校卒業。
- アキラ100%（芸人） - 埼玉県立熊谷西高等学校卒業。
- 紀本ヨシオ（ロカビリー歌手） - 熊谷市内でスナックぴぽろ巣経営。行田市出身で日劇などで活躍したロカビリー歌手。付き人は安岡力也。
- 松井孝夫（作詞、作曲家）- 市内に在住。
- 三木大雲（僧侶、漫画原作者）- 立正大学OB。
- 竹井澹如 (政治家)
- ゴルゴ松本 (芸人)  - 埼玉県立熊谷商業高等学校卒業。
- 斎藤清 (卓球オリンピック日本代表)  - 埼玉県立熊谷商業高等学校卒業。
- 渡辺武弘 (卓球オリンピック日本代表)  - 埼玉県立熊谷商業高等学校卒業。

## マスコットキャラクター

### 市公式マスコット
- ニャオざね
市在住のイラストレーターにデザインを依頼し、公募で名称が決定した。モチーフはネコ。名前はネコの鳴き声と熊谷直実の名前をかけたもの。
市報では「ニャオざね くま博士の教えて!熊谷」コーナーにおいて「くま博士」と共に毎回登場している。明確に市を代表するマスコットキャラクターという位置付けではなく、市民活動のイメージキャラクターであるが、2009年7月には着ぐるみを製作し、ゆる玉応援団団員となり、2011年7月1日付でゆるっとくまがや盛り上げ担当 主査として熊谷市職員としての辞令を交付するなど、事実上の市の代表となりつつあったが、2013年7月1日より正式に熊谷市マスコットキャラクターとなった。
  - ラガーニャン
ラグビーワールドカップ2019の開催決定を機にニャオざねが、ラグビーの練習を重ね、2017年「ラガーニャン」となった[73]。
同じ読みの漫画・キャラクター「ラガーにゃん」とは無関係。
- あつべえ
あついぞ!熊谷（あっぱれ！ 熊谷流）マスコットキャラクター。うちわやシャツなど夏のグッズが多数作られている。大宮アルディージャとのコラボTシャツもある。
- スクとマム
ラグビーワールドカップ開催を機に、「ラグビータウン熊谷」の新しい行動指針『スクマム！クマガヤ』を掲げ、ラグビー精神から肩を組んでいる二匹の「クマ」をモチーフにした「日本一あついシロクマ」のイメージキャラクター。
2020年新型コロナウイルス感染拡大防止対策ポスターに起用されたり、国際十王交通の70歳以上向け路線バス乗り放題定期券（市民は市が一部費用負担）「スクマムパス」が発行される[74] など、ラグビーとは直接関係ない施策にも起用されている。「人とスクラムを組むことが大好き」という設定でもある[75]。

### その他関係あるマスコット
- えんむちゃん
くまがや市商工会妻沼支所が考案し、妻沼聖天山院主が命名した。妻沼地区の縁結びキャラクター。妻沼地区外にも出没する。ゆる玉応援団団員。
“ちゃん”であるが、男の子らしい。
- パレオくん・パレナちゃん
市内に本社を置く秩父鉄道を走るSL列車「SLパレオエクスプレス」のマスコットキャラクター。

## 熊谷市を主な舞台・モデルとした作品
- 花埋み（渡辺淳一、小説・ドラマ・演劇） - 荻野吟子の生涯を題材にした作品。
- くまがヤン（猪原賽・横島一、漫画） - 熊谷を舞台にしたコメディー作品。
- 熱いぞ!猫ヶ谷!!（克・亜樹、漫画・ドラマ・舞台） - 熊谷がモチーフ・モデルの架空の街を舞台にしたコメディー作品。
- ブルーサーマル -青凪大学体育会航空部-（小沢かな、漫画） - 妻沼地区のグライダーを舞台・題材にした青春・恋愛作品。2016年に埼玉県のイベント「アニメだ!埼玉 埼玉まるごとアニ玉祭」の一環で秩父鉄道とコラボレーションしている。また、市報くまがや2016年10月号の表紙を飾った[76]。
- 兎山女子高校2年1組!!（清水幸、漫画）- 埼玉県立熊谷女子高等学校を舞台にした日常コメディー作品。 『週刊少年マガジン』（講談社）にて、2023年20号から2023年48号まで連載。 作者の清水幸は熊谷女子高校の卒業生であり、本作は初の連載作品である。